# Personaggi di Revenge
Questa voce contiene un elenco dei personaggi presenti nella serie televisiva Revenge.

## Personaggi principali

### Emily Rebecca Thorne/Amanda Clarke

Emily VanCamp interpreta Emily Thorne/Amanda Clarke.

Emily Thorne/Amanda Clarke (stagione 1-4), interpretata da Emily VanCamp, doppiata da Alessia Amendola.
Emily è la figlia di David Clarke, un ricco signore con il quale ha passato le estati della sua infanzia negli Hamptons, in una residenza su una spiaggia. Un giorno David venne arrestato e incolpato ingiustamente di aver commesso un crimine. Tra i traditori c'erano i Grayson (Victoria e Conrad), titolari della Grayson Global, società della quale David faceva parte. Amanda, invece, venne chiusa in un carcere minorile fino alla maturità.
Uscita dal carcere venne accolta nella società di Nolan Ross che la informò della morte del padre e le consegnò una scatola contenente i diari di David. Leggendoli Amanda scoprì la vera storia del padre e decise di iniziare la sua vendetta contro i veri traditori. Per non essere riconosciuta, scambiò la sua identità con una ragazza conosciuta in riformatorio, di nome Emily Thorne.

#### Prima stagione
Amanda giunge negli Hamptons sotto falso nome di Emily Thorne e compra la casa in cui viveva da piccola con suo padre per essere vicina ai Grayson e vendicarsi di loro. Il giorno del suo arrivo rivede Sammy, il cagnolino che suo padre le aveva regalato e che era stata costretta ad affidare a Jack Porter, amico d'infanzia. Sammy la riconosce subito, al contrario di Jack, che si scusa con lei per le feste del cane. Emily ricorda la sua infanzia passata con Jack, ma per portare a termine la sua vendetta è necessario che il ragazzo non conosca la sua vera identità. In seguito si reca a un party dei Grayson dove rivede Victoria e Conrad, e conosce il loro figlio Daniel, che resta subito colpito dalla ragazza. Per lei però Daniel è solo una pedina per vendicarsi dei Grayson. 
Rivede poi Nolan Ross, vecchio amico di suo padre, che le offre il suo aiuto; Emily però gli intima di stare alla larga da lei e di non intromettersi nei suoi affari. Emily inizia quindi a vendicarsi delle persone che, insieme ai Grayson, hanno provocato la fine di suo padre. Tra queste: Lydia Davis (migliore amica di Victoria, che intrattiene una relazione con Conrad, ovviamente all'insaputa di Victoria) che grazie ad Emily sarà scoperta da Victoria e cacciata dagli Hamptons; Michelle Banks (la psicologa che convinse Emily ad odiare suo padre), Mason Tradwell (uno scrittore che intervistò la piccola Amanda promettendole di salvare suo padre; mentre invece lo dipinse come un terrorista e uno spietato assassino.) Compiendo queste vendette, Emily fa insospettire Frank, la guardia del corpo dei Grayson, che inizia ad indagare su di lei e arriva a trovare Amanda Clarke (la vera Emily Thorne) che lo uccide per proteggere l'amica. Amanda raggiunge Emily negli Hamptons e nonostante Emily cerchi di cacciarla via, lei sembra intenzionata a mettere radici. Conosce Jack e invaghitosi di lui, si rivela come la vera Amanda Clarke. Così Jack inizia una relazione con lei, restando tuttavia innamorato di Emily, che intanto si è fidanzata con Daniel. Quest'ultimo ospita a casa sua un suo amico, Tyler Barrol, che si dimostra ambizioso e senza scrupoli, intenzionato ad entrare nella Grayson Global. Emily lo ritiene un ostacolo e con l'aiuto di Nolan tenta di liberarsene. 
Tuttavia, Tyler si rivela psicopatico e finisce per scoprire la verità circa Emily e il suo piano di vendetta. Presentandosi armato di pistola alla festa di compleanno di Daniel minaccia di fare una strage, ma viene fermato e rinchiuso in una clinica. Daniel, contro il parere di Victoria che non si fida di Emily chiede a quest'ultima di sposarlo e lei accetta. Alla festa di fidanzamento però, Tyler ricompare e ruba la scatola contenente i diari di David Clarke e le prove di Emily; inoltre sequestra Amanda e la convince ad agire contro Emily. Tuttavia Amanda, all'ultimo momento si pente e riesce a scappare, Tyler si reca sulla spiaggia e minaccia Daniel con una pistola, i due hanno una colluttazione e Daniel riesce a sparargli, ma viene colpito alla testa da Takeda (Il maestro di Emily, che le ha insegnato a combattere e a incanalare la sua rabbia verso i cospiratori di suo padre) che finisce il lavoro di Daniel e uccide Tyler. Poi prende con sé Amanda, che si trovava sulla spiaggia e la porta in Giappone. Jack, che era andato a cercarlo sulla spiaggia viene intravisto dal fratello Declan e dalla sua ragazza Charlotte (sorellastra di Emily, nata dalla relazione di Victoria e David Clarke). Daniel viene arrestato per l'omicidio di Tyler, ma grazie ad Emily e ai Grayson, disposti a tutto pur di farlo scagionare, viene prosciolto. Uscito di prigione è intenzionato ad entrare a far parte dell'azienda di famiglia, ed Emily capisce che sta iniziando a provare dei sentimenti per Daniel che potrebbero compromettere la sua missione. Intanto scopre che suo padre, non solo è stato incastrato dai Grayson, ma è stato proprio Conrad Grayson a commissionare il suo omicidio. Decisa più che mai a vendicare suo padre, Emily riesce insieme a Nolan a trovare l'assassino di suo padre, tuttavia alla fine non lo uccide perché ricorda di aver promesso a suo padre, da piccola, di non commettere mai questo vile gesto. Una sera Sammy arriva a casa di Emily, che capisce che per l'animale è giunta ormai la fine e dopo aver chiamato Jack, i due stanno accanto al cane fino alla sua morte e poi in lacrime si scambiano un bacio, visto da Ashley (al servizio di Victoria, ambiziosa e impertinente). La ragazza lo racconta subito a Daniel che affronta Emily. Quest'ultima lo lascia decisa a smetterla con la vendetta e di confessare tutto a Jack, tuttavia, quando va da lui, trova Amanda tornata dal Giappone e incinta di un figlio di Jack. Emily decide così di farsi da parte. Intanto Victoria, ormai divorziata da Conrad scopre che è stato proprio lui a far uccidere il suo amato David in carcere e, appropriatesi delle prove, lo denuncia ai federali. Per farlo condannare, deve testimoniare personalmente in tribunale, così prende un aereo federale. L'aereo però era stato manomesso dai terroristi che hanno incastrato David e in combutta con Conrad, e precipita..
Emily riceve la visita di Nolan che ha scoperto una cosa molto importante. Victoria sapeva qualcosa di importante che riguardava David Clarke: sua moglie (Kara Clarke), madre di Emily che tutti credono morta è in realtà ancora viva..

#### Seconda stagione
Emily, dopo un soggiorno in Giappone presso Takeda, torna negli Hamptons intenzionata a riprendere i suoi piani di vendetta; si ricongiunge quindi a Nolan (che nel frattempo ha venduto la sua casa) pronta a riavvicinarsi ai Grayson. Charlotte, che è stata ricoverata in una clinica per disintossicarsi, sembra essere spaventata da suo padre Conrad, e ne ha tutti i motivi. Infatti l'uomo vuole tenerla rinchiusa in clinica per appropriarsi dell'eredità che Victoria ha lasciato alla figlia. Charlotte decide di fidarsi di Emily e di rivelarle una cosa molto importante; Victoria non è morta, come credono tutti e le dà indicazioni per raggiungerla e chiedere il suo aiuto. Emily si reca quindi da lei e le spiega quello che sta facendo Conrad. Victoria non si fida di Emily e commissiona il suo omicidio a Gordon Murphy (assassino di David Clarke), tuttavia l'uomo viene ucciso da Aiden Mathis, vecchia fiamma di Emily e allievo di Takeda, giunto negli Hamptons per proteggere e aiutare Emily nella sua vendetta. Victoria nel frattempo è uscita allo scoperto, con l'aiuto di Conrad, sostenendo di essere stata sequestrata per tutto questo tempo. Emily prosegue la sua vendetta, ma prima vuole trovare sua madre, Kara Clarke, dopo aver avuto conferma che ella è viva e che aveva rapporti con Gordon Murphy. Emily convince Amanda ad aiutarla a scoprire dove sua madre si trova servendosi di Victoria. Amanda, quindi, durante una festa organizzata in suo onore ha una colluttazione con Victoria e precipita dalla balconata di casa Grayson. In ospedale, i medici riescono a salvare sia lei che il bambino, con un parto cesareo. Kara Clarke, quindi, sentendo alla radio dell'incidente di sua figlia si precipita in ospedale da lei. È qui che Emily, vedendola ricorda un episodio della sua infanzia. Kara era psicologicamente instabile e una volta tentò di affogare la piccola in mare. Amanda, una volta dimessa si trasferisce momentaneamente da Emily, perché allo Stowaway, il bar di Jack, stanno facendo dei lavori (I Porter sono vittime degli intrighi dei fratelli Ryan, che vogliono vendicarsi di loro perché credono che il padre di Jack e Declan abbia ucciso il loro padre). 
Qui Amanda, sotto consiglio di Emily ricuce il suo rapporto con sua madre, che nel frattempo vuole scoprire che fine ha fatto Gordon Murphy, e per farlo si trasferisce dai Grayson. Una volta saputa la verità sulla morte di Murphy, tenta di uccidere Victoria e Conrad ma viene fermata da Emily che la manda via per farla ricominciare lontana dai Grayson. Amanda intanto sposa Jack dopo aver ricattato Conrad (che voleva appropriarsi del bar di Jack insieme a Nate Ryan) con delle prove rubate ad Emily. Ma durante il viaggio di nozze i due vengono attaccati da Nate Ryan che ferisce Jack (soccorso poi da Nolan) e tiene prigioniera Amanda, sopraggiunge Emily, e i tre iniziano a lottare, a Nate viene sparato da Amanda che tenta la fuga con Emily, però la ragazza perde tempo e Nate Ryan fa esplodere la barca, uccidendo sé stesso e la povera Amanda. Jack si allontana da Emily che intanto deve fronteggiare con il suo fratello in affido, giunto per il lutto di quella che crede essere sua sorella. Tuttavia Emily riesce a mandarlo via. In seguito Emily si fidanza di nuovo con Daniel che ha preso il controllo della Grayson Global (sotto-scacco dell'American Iniziative) per continuare con la sua vendetta. Conrad invece, si candida come Governatore e ottiene l'inaspettato aiuto di Jack, che in realtà vuole vendicarsi per la morte di Amanda, oommissionata da Conrad. Emily scopre che Victoria ha un altro figlio e sfrutta la notizia per colpirla. Conrad scopre le intenzioni di Jack e lo manda alla Grayson Global, dove sa che presto esploderà una bomba. Jack riesce a fuggire, al contrario di Declan (che cercava Charlotte perché aveva scoperto che è incinta), Declan muore poco dopo in ospedale e Jack furibondo decide di uccidere Conrad, armato di pistola si precipita al discorso di Conrad camuffato e sta per sparare all'uomo, ma viene fermato da Emily che gli dice finalmente la verità: Lei è Amanda Clarke..

#### Terza stagione
I primi istanti della prima puntata ci mostrano Emily, in abito da sposa, scusarsi con qualcuno (che lo spettatore non vede), il quale le spara facendola cadere in mare: si tratta di un flashforward che anticipa ciò che accadrà settimane dopo. Nel presente, Emily sta progettando di concludere la sua vendetta proprio il giorno del matrimonio con Daniel. Per riuscirci, deve però riunire la famiglia, poiché Victoria è scomparsa la sera del discorso di Conrad. La donna ha trascorso l’estate con Patrick, il figlio appena ritrovato. Tornata negli Hamptons, Victoria riceve la visita di Aiden Mathis, che – apparentemente tradito da Emily – vuole vendicarsi. In realtà, Aiden è ancora alleato con Emily: i due vogliono stare insieme e sparire dopo che la vendetta sarà compiuta. Emily subisce pressioni da Jack, furioso per le verità che lei gli ha nascosto: la minaccia di rivelare tutto se non metterà fine al piano. Il primo bersaglio è Conrad, che, avvelenato da Emily, viene convinto di essere affetto da una grave malattia terminale. Quando scopre che non è malato, attribuisce i sintomi ai medicinali e Emily riesce a sviare i sospetti. Intanto, il piano procede. Ma, a complicare tutto, ricompare Sara Munello, ex ragazza di Daniel, finita in terapia dopo un incidente d’auto causato da lui. Tra i due c’è inizialmente tensione, ma si riavvicinano. Mentre Emily porta avanti la sua relazione con Aiden (tornato negli Hamptons per aiutarla a riconquistare la fiducia dei Grayson), nota la sintonia crescente tra Daniel e Sara. Quando Daniel sembra ormai deciso ad annullare le nozze, Emily finge una gravidanza per trattenerlo. Il piano continua senza intoppi: Daniel lascia Sara, ed Emily prepara l'incastro di Victoria, accusandola del suo omicidio, che dovrebbe avvenire durante la cerimonia sullo yacht. Emily, Aiden e Nolan preparano tutto: acquistano una pistola a nome di Victoria, sporcano un suo braccialetto con polvere da sparo, e organizzano nei dettagli la fuga di Emily con Aiden. Il giorno prima delle nozze, Aiden le chiede di sposarlo: i due si sarebbero trasferiti in Europa sotto il falso cognome "Ross", creato da Nolan per facilitare eventuali contatti. Il giorno del matrimonio fila tutto liscio (tranne per l’inaspettato ritorno di Lydia, creduta morta), finché Victoria, in una discussione privata, accusa Emily di essere una manipolatrice, interessata solo a Daniel. Emily, in un momento di frustrazione, confessa parte della verità (senza svelare il suo piano o la vera identità). Daniel, che ascolta la conversazione di nascosto, affronta Emily. Mentre Aiden porta via Victoria – drogata per facilitare il piano – Daniel scopre una pistola nascosta sotto un asciugamano e spara a Emily, che cade dallo yacht. Emily, ferita, si risveglia in mare e riesce a nuotare fino a un peschereccio, dove però perde i sensi. Viene trasportata d’urgenza in ospedale e si salva, ma inizialmente soffre di una grave amnesia che le impedisce persino di ricordare chi è. Con il tempo, la memoria inizia a riaffiorare: in un momento di confusione, rischia perfino di rivelare la propria identità a Charlotte, rispondendo alla domanda “Come si chiama tuo padre?” con “David Clarke”. Charlotte racconta l’episodio a Jack, che interviene e la svia dicendo che Emily è soltanto confusa. Poi si reca da lei in ospedale e la bacia. 

### Victoria Grayson
Victoria Grayson (stagione 1-4), interpretata da Madeleine Stowe, doppiata da Franca D'Amato.
Ricca e potente donna degli Hamptons, spesso soprannominata dai membri dell'alta società come la "Regina degli Hamptons", è la moglie di Conrad Grayson e madre di Daniel e Charlotte. È stata anche l'amante di David Clarke. Victoria è il principale bersaglio della vendetta di Emily/Amanda, in quanto ritenuta responsabile del tradimento e dell’incarcerazione ingiusta di David Clarke, che sosteneva di amare. Da sempre diffidente nei confronti di Emily, accetta comunque il fidanzamento della ragazza con Daniel solo per non perdere l'affetto del figlio. Ha un rapporto conflittuale con la figlia Charlotte, che si deteriora ulteriormente quando viene alla luce che la ragazza è figlia di David e non di Conrad, come Victoria aveva sempre fatto credere. Nella seconda stagione si risposa con Conrad. Si scopre anche che ha avuto un altro figlio, Patrick Osborne, concepito prima di Daniel e Charlotte, e dato in adozione; Patrick ricompare nella sua vita nel finale della seconda stagione. Nella terza stagione divorzia da Conrad e inizia una relazione con Pascal LeMarchal, un uomo che conosceva da molti anni. Ricuce il rapporto con Patrick e lascia morire il padre biologico del ragazzo, poiché l’aveva stuprata in gioventù; tuttavia, è costretta a lasciar partire Patrick per salvarlo. Nel finale della terza stagione, Emily la fa internare in un ospedale psichiatrico dopo aver scoperto che Victoria ha ucciso Aiden ed è venuta a conoscenza della sua vera identità. Nella quarta stagione, riesce a fuggire dall'ospedale con l'aiuto di Louise. Dopo aver scoperto che David è ancora vivo, riallaccia i rapporti con lui e lo convince che la colpa di tutto sia di Emily, senza rivelargli di conoscere la sua vera identità. Finge la propria morte nell’esplosione di villa Grayson, incastrando Amanda per omicidio come parte di un elaborato piano di vendetta. Nel finale della serie, Louise rivela ad Amanda dove si trova Victoria, che viene poi ferita mortalmente da David, intenzionato a impedire che Amanda debba macchiarsi di un omicidio. Come ultimo gesto, Victoria riesce comunque a sparare ad Amanda alla schiena, rendendo necessario un trapianto di cuore, forse proprio il suo. Da giovane è interpretata da Grace Fulton. 

### Nolan Ross
Nolan Ross (stagioni 1-4), interpretato da Gabriel Mann, doppiato da Emiliano Coltorti.
Brillante genio informatico, fondatore e proprietario della Nolcorp, una compagnia che ha creato con l'aiuto di David Clarke, l'unico che avesse creduto in lui. È l'unico a conoscere il segreto di Emily fin dall'inizio. In seguito, ha promesso a David di vegliare su Amanda, motivo per cui si offre come suo alleato, diventando il suo migliore amico e sostenitore. Nolan è bisessuale e nella seconda stagione ha una relazione con Padma Lahari, la sua segretaria, che però viene uccisa. Nel finale della seconda stagione, Nolan viene arrestato e perde il controllo della Nolcorp. Nella terza stagione, dopo essere stato rilasciato, Emily gli compra una casa negli Hamptons. Inizia quindi una relazione con Patrick Osborne, il primo figlio di Victoria, ma questa storia non avrà un futuro. Durante il suo periodo in prigione, Nolan ha conosciuto Javier Salgado, un altro genio dell'informatica, che si presenta a casa sua quando viene rilasciato agli arresti domiciliari. Deciso a diventare un mentore per Javier, lo prende sotto la sua ala. Nella quarta stagione, aiuta Louise ad ottenere la sua eredità, sposandola, ma successivamente i due divorziano. In seguito, Nolan si avvicina a Tony. Nel finale di serie, sentendosi come se non avesse più nulla da fare ora che Amanda è finalmente felice, è Amanda stessa a fargli prendere una decisione: un ragazzo lo cerca per farsi aiutare a scagionare la madre, accusata di omicidio.

### Jack Porter
Jack Porter (stagioni 1-4), interpretato da Nick Wechsler, doppiato da Riccardo Rossi. Amico d'infanzia di Amanda, Jack vive ancora negli Hamptons, lavorando nel locale di famiglia, portando con sé il ricordo della bambina. Quando Amanda (la vera Emily) torna in città, Jack si innamora di lei, ma rimane deluso dal suo comportamento. La ragazza viene accusata di aver appiccato un incendio e si avvicina troppo alla famiglia Grayson, che Jack odia profondamente. Nella seconda stagione, Jack ha un figlio da Amanda, Carl, e affronta problemi finanziari con il bar a causa dei fratelli Ryan, che nutrono rancore verso la sua famiglia, poiché un amico del padre di Jack ha ucciso il loro padre. Nate Ryan, schieratosi con Conrad, gli spara, causando l'esplosione della barca "Amanda", nella quale Amanda muore. Jack, invece, riesce a riprendersi grazie all'aiuto di Emily e Nolan. Nel finale della seconda stagione, nell'esplosione della Grayson Global, causata da Conrad nel tentativo di uccidere Jack, perde però suo fratello Declan. Per evitare che Jack compia una vendetta e uccida Conrad durante le elezioni a Governatore, Emily gli rivela la sua vera identità.
Nella terza stagione, Jack conosce Margaux LeMarchal, con la quale inizia una relazione che però non avrà futuro, poiché è ancora innamorato di Emily. Non volendo che Emily provochi ulteriori danni, Jack le dà un ultimatum: completare la sua vendetta contro i Grayson entro la fine dell'estate. Successivamente, scopre che Nolan sapeva fin dall'inizio della vera identità di Emily e, dopo un po', decide di aiutarla. Incontra anche la sua vera madre, Stevie Grayson, ex alcolista e prima moglie di Conrad, che si rivelerà un valido supporto sia per lui che per Emily. Nel finale della terza stagione, Jack viene arrestato dopo che Charlotte scopre che lui era uno dei rapitori.
Nella quarta stagione, Jack entra in polizia, diventando il partner di Ben Hunter. Uccide Kate Black nella villa Grayson in legittima difesa, dopo aver avuto una breve relazione con lei. Margaux lo usa per vendicarsi di Emily, e per questo Jack viene accusato di guida in stato di ebbrezza mentre si trovava in auto con Carl. La giudice, corrotta da Margaux, impedisce che vengano utilizzate prove a suo favore. Grazie all'aiuto di Emily e della madre di Jack, Stevie, quest'ultimo viene liberato. Quando Emily rivela al mondo di essere Amanda, Jack le sta accanto, nonostante sua madre lo avesse avvisato dei pericoli che correva. White Gold, infatti, tenta di ucciderlo e lo ferisce. Nel finale di serie, Jack sposa Amanda, con la quale finalmente può iniziare la vita che entrambi sognavano da bambini.
In alcuni flashback, Jack è rappresentato da un bambino, interpretato da Nicholas Stargel, doppiato da Andrea Di Maggio.

### Charlotte Grayson - Clarke
Charlotte Grayson - Clarke (stagioni 1-4), interpretata da Christa B. Allen, doppiata da Veronica Puccio.È la sorella di Daniel, nata dalla relazione di Victoria con David Clarke. È profondamente innamorata di Declan, con cui inizia una relazione. Nel finale della seconda stagione, scopre di essere incinta di Declan, ma quando quest'ultimo muore a causa delle ferite riportate nell'esplosione della Grayson Global, subisce un aborto spontaneo. Nella terza stagione, ha una breve storia con Javier Salgado. Successivamente, viene rapita da Emily e Aiden, che le rivelano tutto su ciò che Conrad ha fatto vent'anni prima. Dopo che Jack la libera, nonostante lei sia bendata e Jack indossi un passamontagna, capisce che lui era tra i rapitori e, nel finale della terza stagione, lo fa arrestare. Una volta liberata, torna a casa e si scontra con il padre, che finalmente ammette i suoi crimini.Nella quarta stagione, Charlotte scopre che Emily in realtà è Amanda, la sua sorellastra, e non accetta bene la notizia, arrivando ad appiccare un incendio nel bar di Jack, dove si trovava anche Emily. Successivamente, uccide un uomo in legittima difesa e, in preda al panico, chiama Emily per chiedere aiuto. Emily la soccorre, ma le fa capire che non potrà sempre esserci per proteggerla. Per questo motivo, Charlotte decide di iniziare una terapia.
Ritorna nella trama quando Victoria organizza la sua finta morte. Nel finale di serie, durante un incubo di Amanda, è Charlotte a consigliare che il cuore di Victoria venga trapiantato ad Amanda.

### Margaux LeMarchal
Margaux LeMarchal (guest star nella stagione 3, ricorrente nella stagione 4), interpretata da Karine Vanasse, doppiata da Valentina Mari.
 Figlia di Pascal LeMarchal, fondatore della rivista Voulez in Francia, è amica di Daniel. Arriva negli Hamptons con l'obiettivo di creare una versione americana della rivista. Ha una relazione con Jack, poi con Daniel, dal quale rimane incinta nella quarta stagione. Dopo la morte di Daniel, inizia una vendetta implacabile contro Emily. Quando Emily le propone una tregua, Margaux rifiuta; poco dopo, però, viene investita e perde il bambino. A Victoria, però, racconta di essere stata spinta da Emily. Nel finale della serie, si consegna alla polizia, pagando per le sue azioni, e assolda anche White Gold per vendetta.

### David Clarke
David Clarke (guest star nelle stagioni 1-3, ricorrente nella stagione 4), interpretato da James Tupper, doppiato da Alessio Cigliano.
 È il padre, creduto deceduto, di Amanda e Charlotte, ed ha avuto una relazione con Victoria. Prima dell'ultimo episodio della terza stagione, appare solo nei flashback di Emily e Victoria. Nella quarta stagione, si riavvicina a Victoria e scopre che Charlotte è sua figlia. Uccide Malcolm Black, l'uomo che lo aveva rapito, per impedirgli di gettare Charlotte in un forno. Scopre anche di essere in stadio terminale di cancro. Nel finale della serie, ferisce mortalmente Victoria, evitando che sia sua figlia a macchiarsi di omicidio. Muore infine sotto gli occhi di Amanda, seduto su un dondolo fuori dalla loro casa, grazie a un permesso speciale concesso per la sua malattia.

### Daniel Grayson
Daniel Grayson (stagioni 1-4), interpretato da Joshua Bowman, doppiato da Gabriele Sabatini.
 Figlio di Conrad e Victoria, ha un passato burrascoso. Si fidanza con Emily dopo essere stato colpito da lei, e le chiede poi di sposarlo. Quando scopre un suo tradimento con Jack, intraprende una relazione con Ashley. Scoprendo successivamente che anche Ashley lo ha tradito, si rimette con Emily e la sposa. Tuttavia, la tradisce innamorandosi della sua ex, Sara Munello, rimasta gravemente ferita in un incidente causato da lui. Per non perderlo, Emily finge di essere incinta. Quando scopre il segreto di Emily, il giorno del matrimonio, le spara due colpi di pistola all'addome. Successivamente chiede a Sara di trasferirsi con lui a villa Grayson. Emily fa in modo che la madre di Sara scopra della relazione con l'uomo che ha causato l'incidente, e Sara lo lascia. L'amore di Daniel per Emily si trasforma in odio. Divorzia da lei quando la cartella clinica di Emily, che rivela che non era incinta, diventa di dominio pubblico. Dopo aver lavorato alla Grayson Global, inizia a lavorare per Voulez, la rivista di Margaux LeMarchal, sua amica di lunga data, con la quale avvia una relazione alla fine della terza stagione. Nel finale della terza stagione, si ritrova in un hotel con una prostituta, che muore a causa di un'overdose. Nella quarta stagione, ormai in bancarotta, è costretto a ricominciare, gestendo le finanze di Louise Ellis. Intraprende una relazione con Margaux LeMarchal, dalla quale aspetta un figlio. Daniel muore nella decima puntata della quarta stagione, colpito più volte dalla figlia dell'uomo che aveva rapito David e che stava combattendo con Emily.

### Conrad Grayson
Conrad Grayson (stagioni 1-3, guest star nella stagione 4), interpretato da Henry Czerny, doppiato da Luca Biagini.
 Marito di Victoria, incolpa David Clarke dell'incidente aereo che gli è costato la condanna e la morte in carcere, su sua commissione. È l'erede e amministratore delegato della Grayson Global. In passato è stato sposato anche con Stevie Grayson, ma l'ha lasciata a causa dei suoi problemi con l'alcol. Per un breve periodo ha ricoperto la carica di governatore, ma è stato costretto a dimettersi dopo che si è diffusa la voce di una sua presunta malattia di Huntington. Nella terza stagione, divorzia da Victoria e si trasferisce nell'hotel South Fork. Nel finale della terza stagione, viene arrestato per i suoi crimini, ma un poliziotto, fingendosi sacerdote, lo aiuta a evadere. Muore poco dopo la fuga, assassinato da David Clarke. Nella quarta stagione, appare in alcuni flashback risalenti al 2008, in compagnia di Daniel Grayson.

### Declan Porter
Declan Porter (stagioni 1-2), interpretato da Connor Paolo, doppiato da Flavio Aquilone.
 Fratello di Jack, lavora con lui e con il padre al locale e intraprende una relazione con Charlotte, che termina bruscamente a causa di lei. Muore alla fine della seconda stagione.

### Ashley Davenport
Ashley Davenport (stagioni 1-2, guest star nella stagione 3), interpretata da Ashley Madekwe, doppiata da Perla Liberatori.
 Amica di Emily, è una giovane donna ambiziosa che cerca di fare carriera negli Hamptons, iniziando con l'organizzazione di eventi per famiglie influenti. Viene assunta alla Grayson Global e, dalla seconda stagione, intraprende una relazione con Daniel. Nella terza stagione, dopo essere stata incastrata da Emily, torna a Crofton.

### Aiden Mathis
Aiden Mathis (stagioni 2-3, guest star nella stagione 4), interpretato da Barry Sloane, doppiato da Massimiliano Manfredi.
 Aiden conosce Amanda nel 2006 e, da allora, è istruito da Takeda nel difficile cammino della vendetta, motivato dal desiderio di salvare la sorella, Coleen, tenuta in ostaggio dall'"American Initiative". I due hanno avuto una relazione, che riprendono in segreto quando si ritrovano. Quando Amanda decide di tornare prematuramente negli Hamptons, Aiden la segue e decide di aiutarla. È lui a uccidere l'uomo dai capelli bianchi. Nel finale della seconda stagione, Daniel gli spara, ferendolo gravemente. Viene curato da Niko Takeda, la figlia del suo maestro, con la quale intraprende una relazione. Tuttavia, interrompe la storia quando scopre che Niko intende vendicare la morte del padre, senza sapere che è stato Aiden stesso a ucciderlo in un duello. Aiden viene rapito, ma Emily lo salva. Alla fine, muore per mano di Victoria, che lo soffoca con un cuscino dopo avergli somministrato un farmaco che lo paralizza.

### Ben Hunter
Ben Hunter (stagione 4), interpretato da Brian Hallisay, doppiato da Marco Vivio.
 Poliziotto, amico e collega di Jack, è un tipo alla mano che ama divertirsi. Si innamora di Emily, e in seguito i suoi sentimenti vengono ricambiati. Viene ucciso con un tagliacarte da White Gold, dopo aver scoperto che Victoria aveva solo finto la propria morte.

### Louise Ellis-Ross
Louise Ellis-Ross (stagione 4), interpretata da Elena Satine, doppiata da Chiara Gioncardi.
 Considerata la pecora nera di una ricca famiglia del Sud, Louise crea scompiglio una volta arrivata negli Hamptons. Si sposa con Nolan per impedire alla madre di continuare a gestire la sua eredità paterna; la madre, infatti, la drogava segretamente per tenerla sotto controllo. Dopo aver scoperto che suo fratello Lyman stava complottando con Margaux, ha un'accesa discussione con lui durante la quale Lyman precipita da un dirupo, morendo sul colpo. Louise non racconta alla polizia della colluttazione per timore di essere accusata di omicidio, ma confida la verità a Nolan. Dopo il divorzio da Nolan — avendo anche sentito che lui stava con lei solo per compassione — si allea con Victoria. Nel finale della serie, si rende conto che Victoria l'ha sempre usata e, per questo, rivela ad Amanda dove si nasconde, permettendole così di portare a termine la sua vendetta.

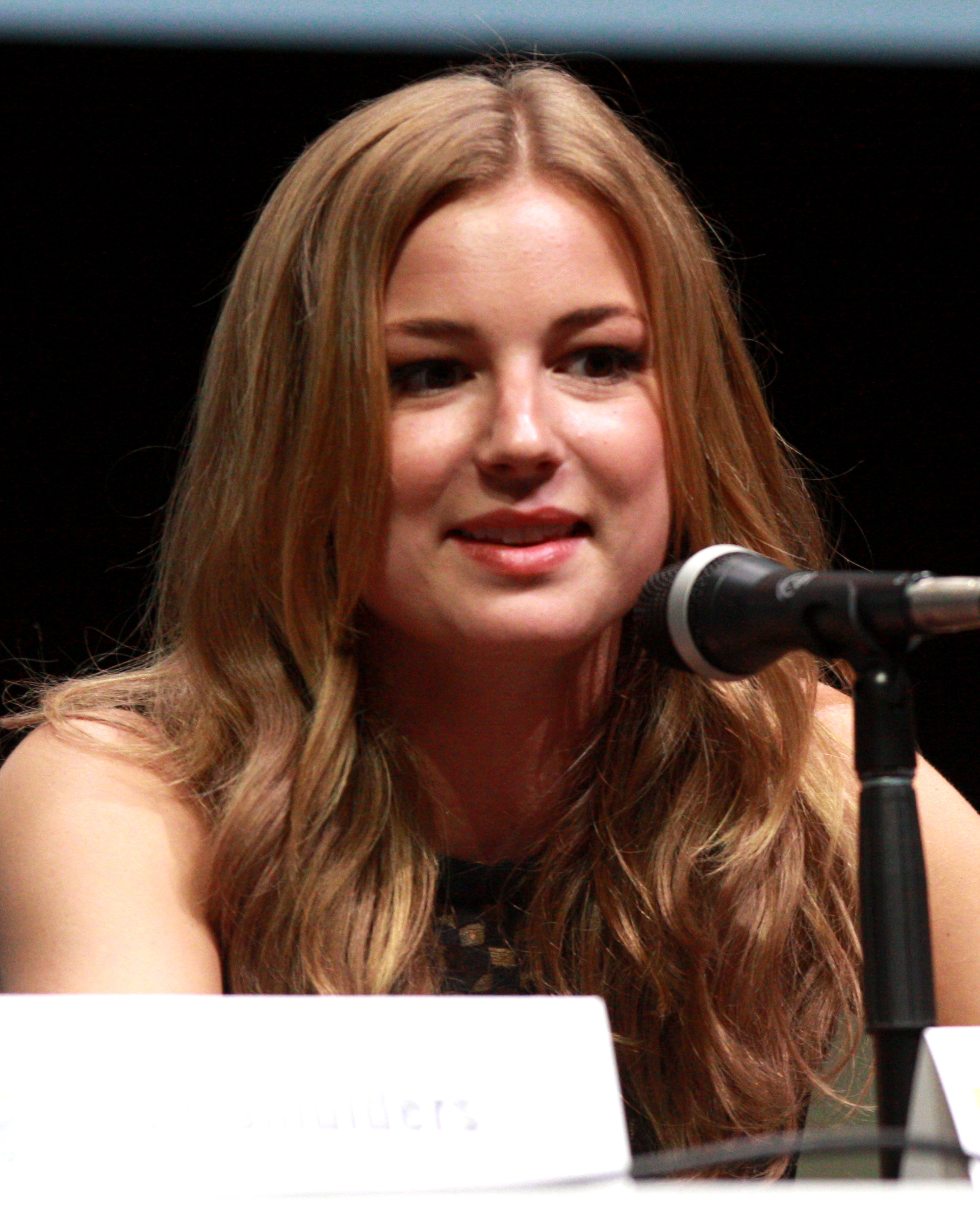
Emily VanCamp interpreta Emily Thorne/Amanda Clarke.
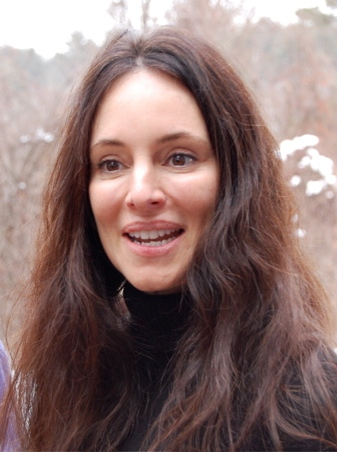
Madeleine Stowe interpreta Victoria Grayson.
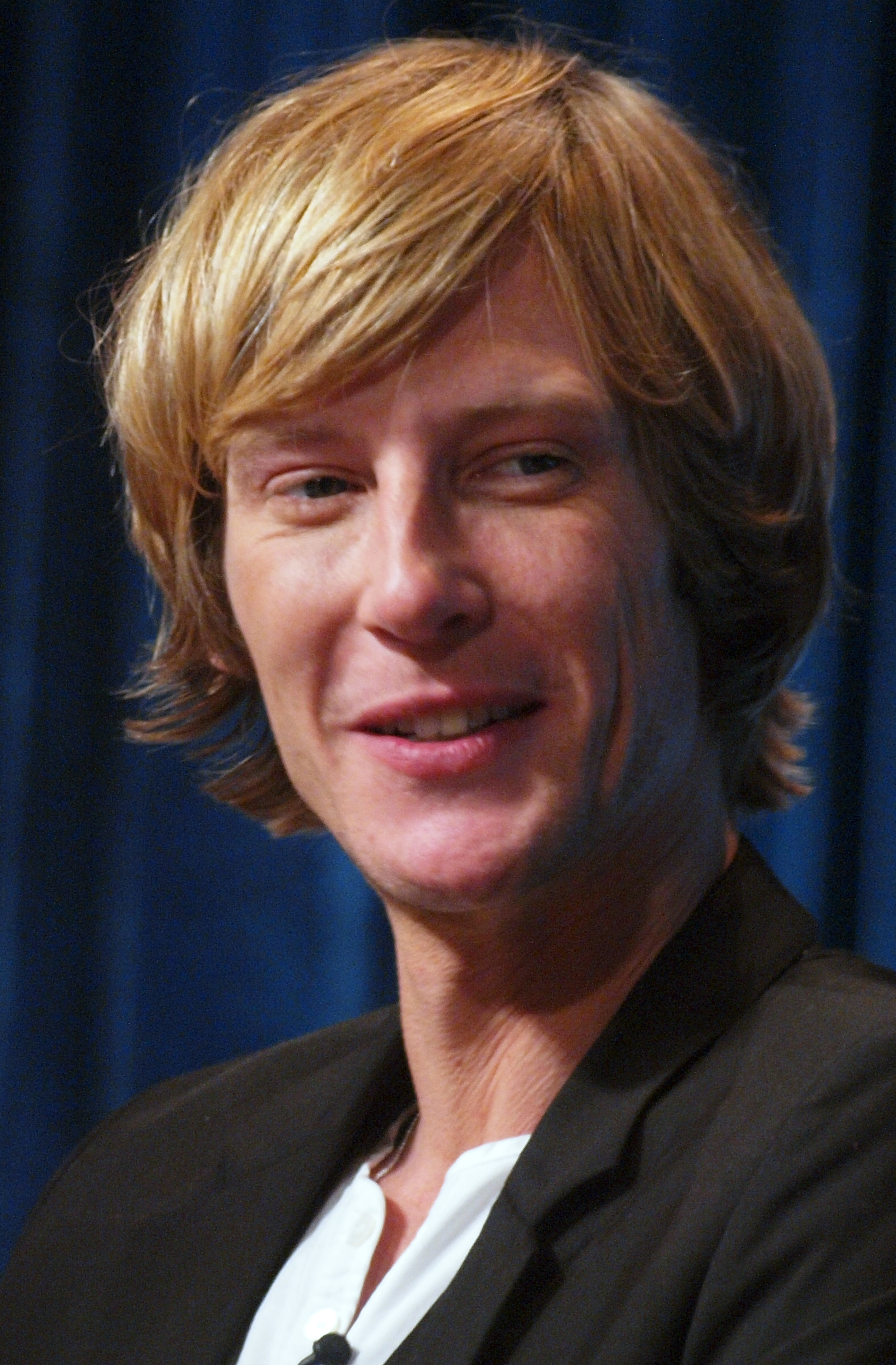
Gabriel Mann interpreta Nolan Ross.
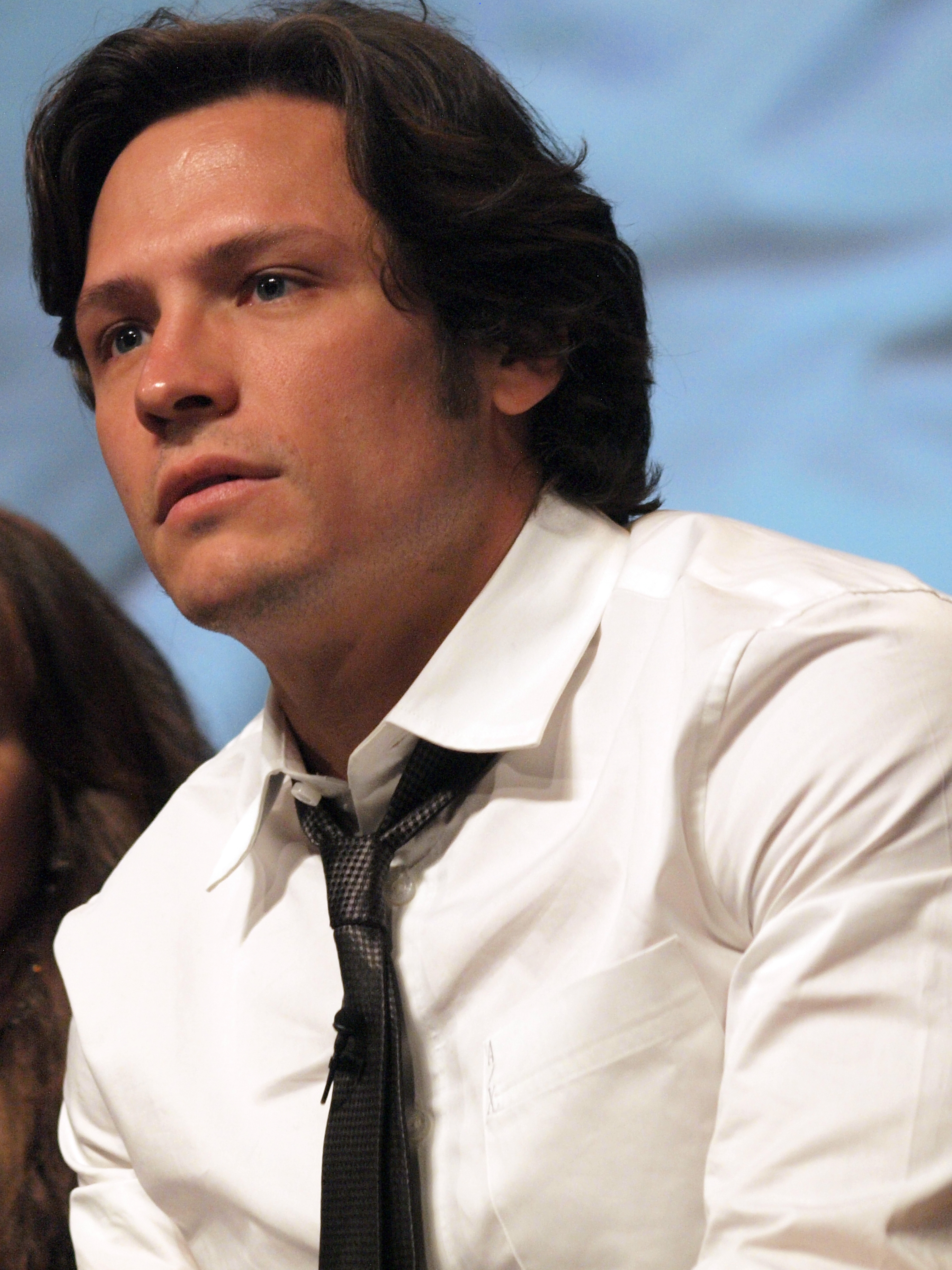
Nick Wechsler interpreta Jack Porter.
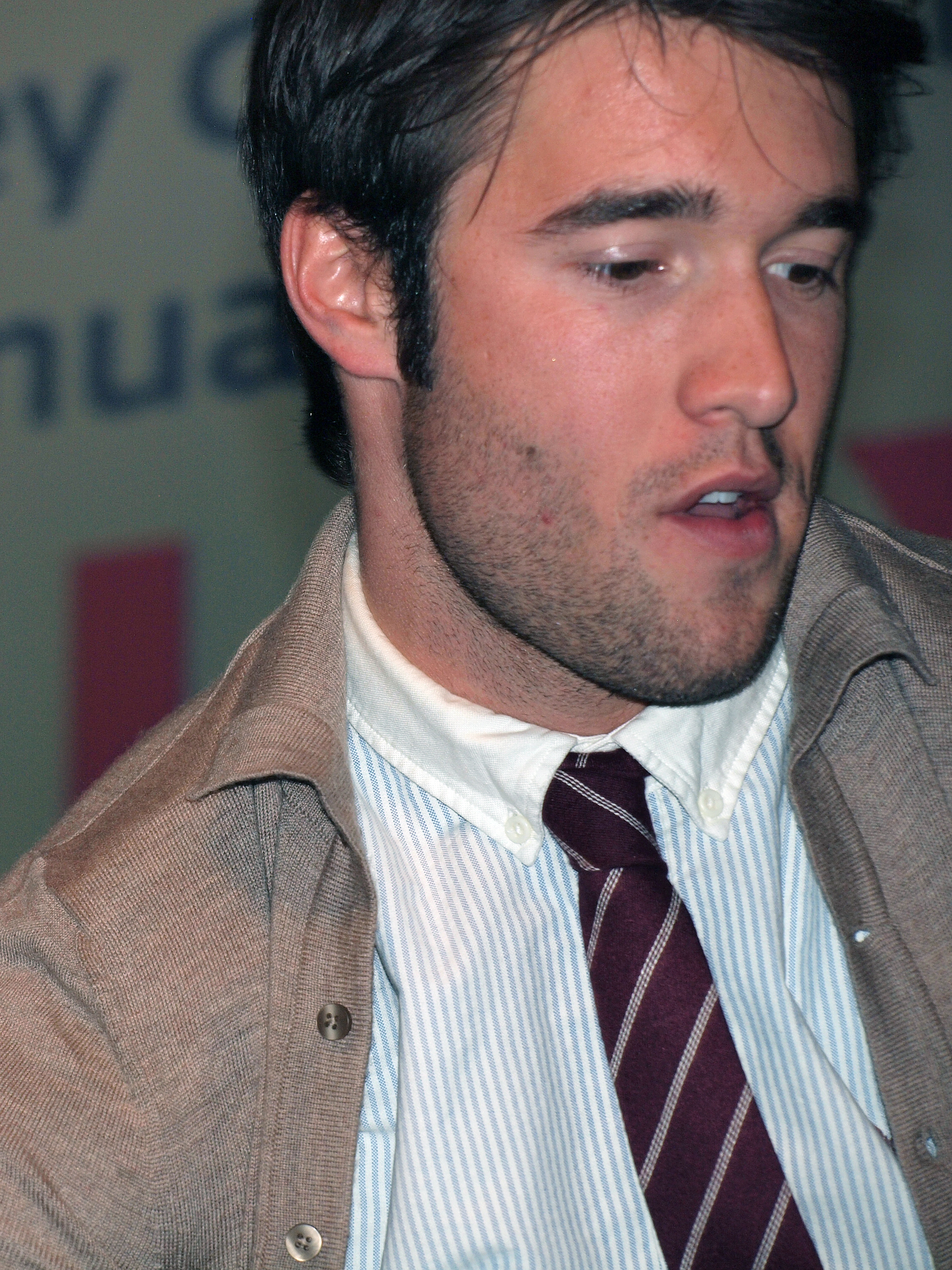
Joshua Bowman interpreta Daniel Grayson.
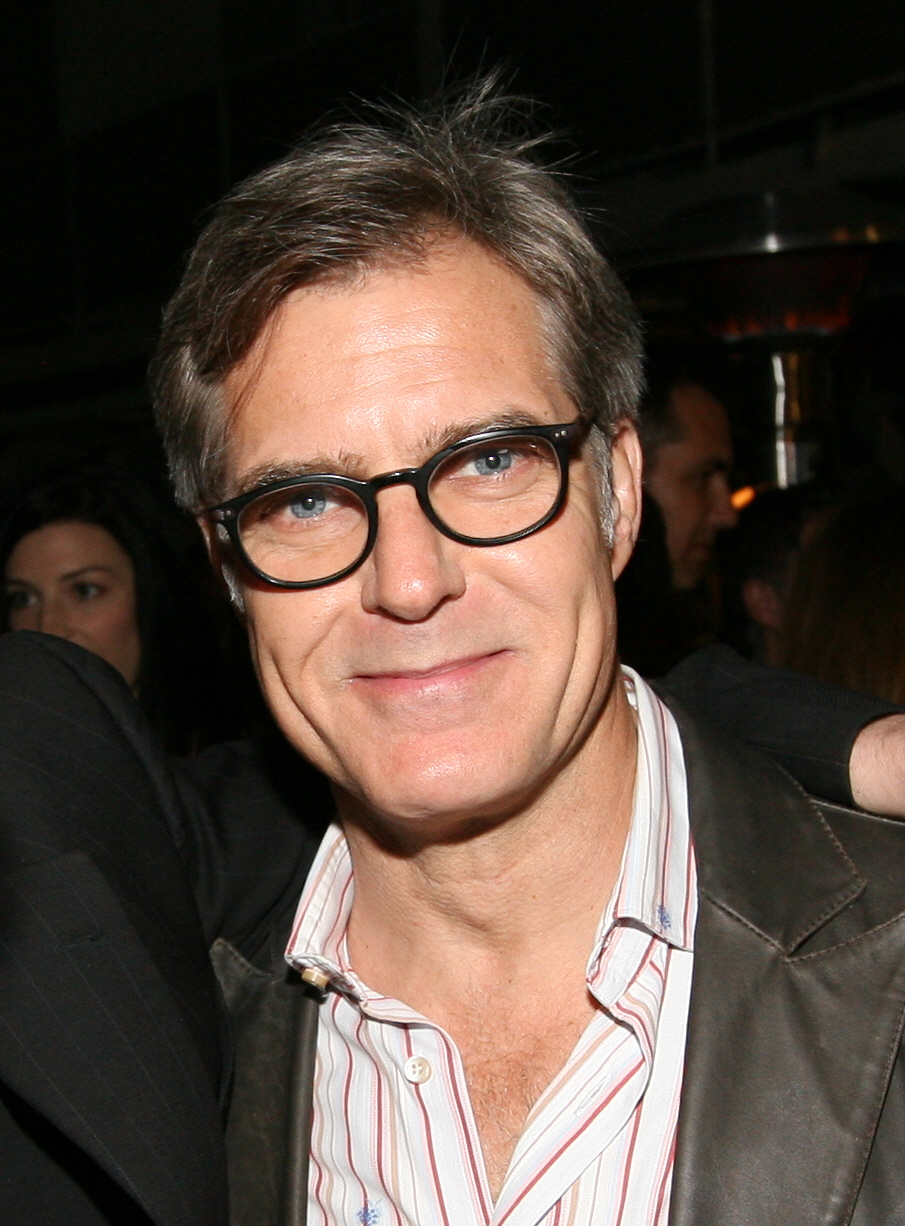
Henry Czerny interpreta Conrad Grayson.
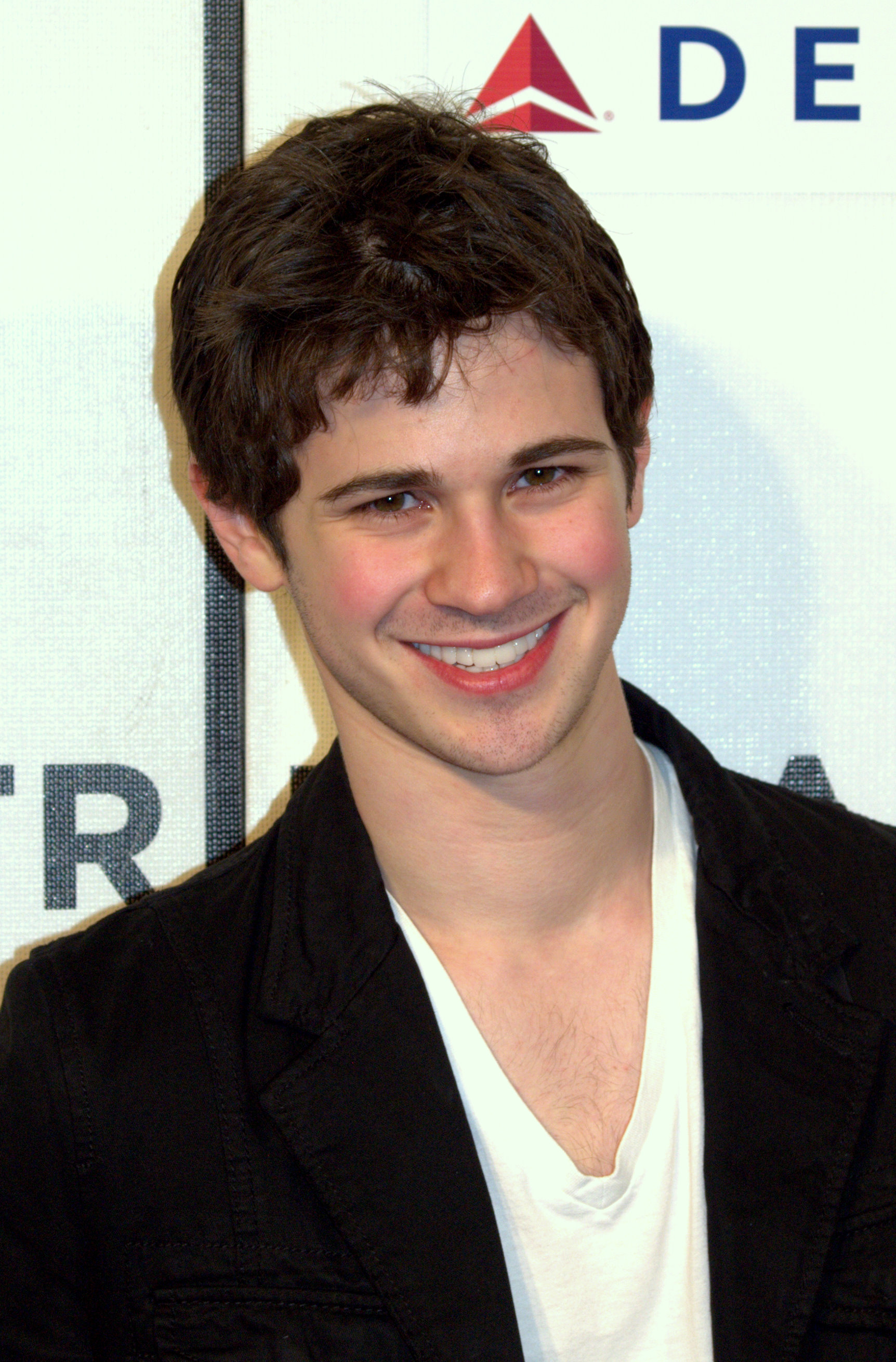
Connor Paolo interpreta Declan Porter.
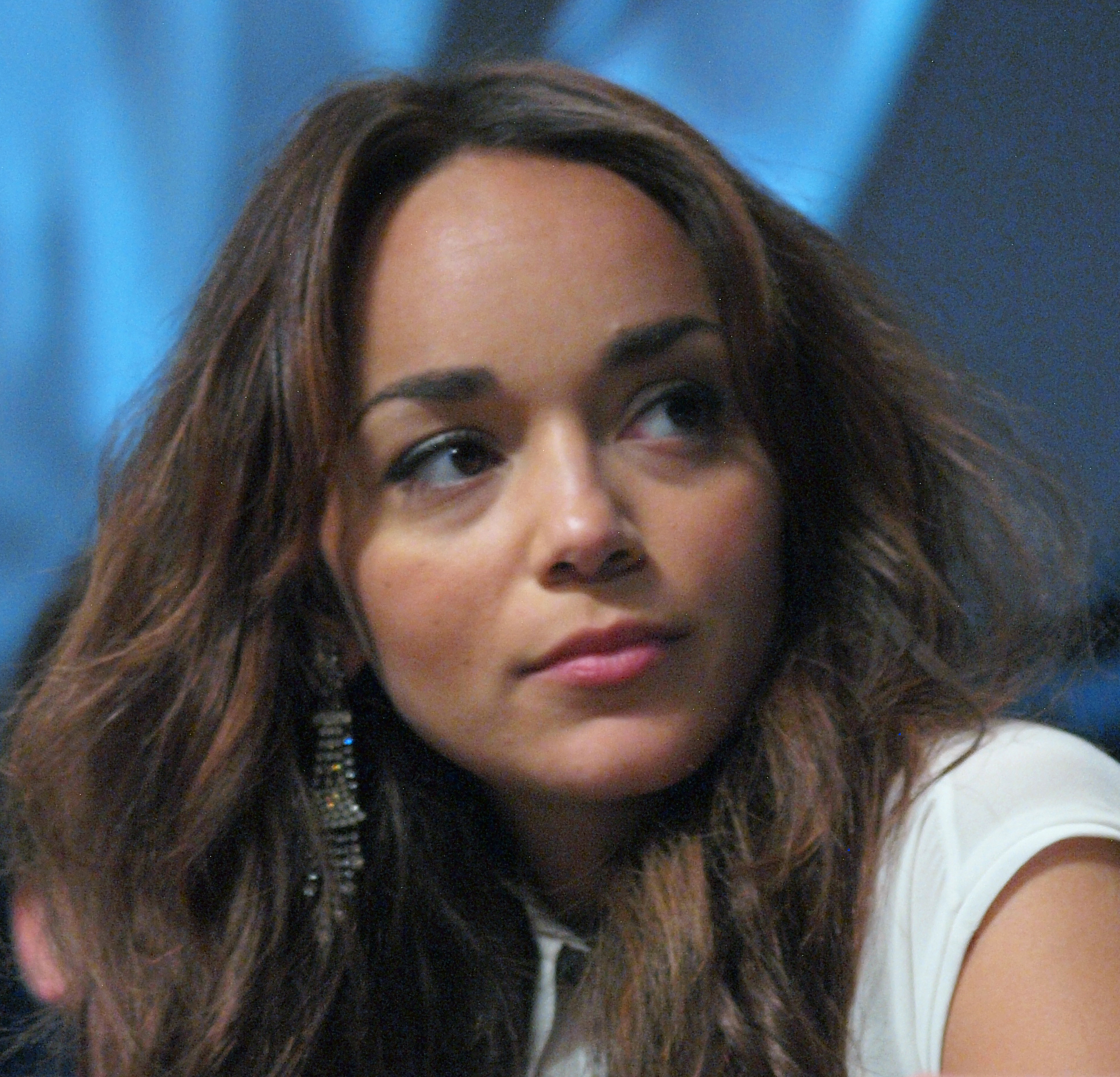
Ashley Madekwe interpreta Ashley Davemport.

## Personaggi secondari

### Amanda Clarke
Amanda Clarke (nata Emily Thorne) (stagioni 1-2), interpretata da Margarita Levieva, doppiata da Domitilla D'Amico.
 È la ragazza che ha assunto l’identità di Amanda Clarke, scambiando il proprio nome con quello della vera Amanda (cioè Emily). Spregiudicata e imprevedibile, considera Emily una sorella e non esita a proteggerla e a custodire il loro segreto. Arrivata negli Hamptons, si innamora di Jack Porter, che la ricambia, convinto di aver ritrovato il suo primo amore. I due si sposano e hanno un figlio, Carl. Amanda muore durante la luna di miele, quando Nate Ryan provoca l'esplosione dell’“Amanda”, la barca di Jack.

### Satoshi Takeda
Satoshi Takeda (stagioni 1-2), interpretato da Hiroyuki Sanada (stagione 1) e Cary-Hiroyuki Tagawa (stagione 2), doppiato da Massimo Rossi.
 Amico e mentore di Emily/Amanda, è colui che l’ha addestrata per portare a termine la sua vendetta. Uccide Tyler per cercare di riportare Emily sulla retta via quando sembra aver perso il controllo. Maestro determinato e rigoroso, utilizza ogni mezzo affinché Emily e Aiden completino il percorso che ha tracciato per loro. Muore in un duello con Aiden.

### Leo "Mason" Treadwell
Leo "Mason" Treadwell (stagioni 1-4), interpretato da Roger Bart, doppiato da Franco Mannella.
 Scrittore di successo e amico di Victoria, è uno degli obiettivi della vendetta di Emily: anni prima, aveva intervistato la piccola Amanda pubblicando però un articolo falso che contribuì a incriminare suo padre. Nella seconda stagione scopre la vera identità di Emily e, ricattato da lei, si fa arrestare per l’omicidio di Gordon Murphy. In seguito evade grazie all’aiuto di Emily e Nolan, inscenando la propria morte.

### Lydia Davis
Lydia Davis (stagioni 1, 3), interpretata da Amber Valletta, doppiata da Alessandra Korompay.
 Migliore amica di Victoria, è il primo obiettivo della vendetta di Emily. Victoria la caccia dagli Hamptons quando scopre la sua relazione con Conrad. Ritorna nella terza stagione

### Tyler Barrol
Tyler Barrol (stagione 1), interpretato da Ashton Holmes, doppiato da Daniele Raffaeli.
È un amico e compagno di college di Daniel, che trascorre l'estate nella casa dei Grayson. Viene ucciso da Daniel con un colpo di pistola e poi finito da Takeda con altri due colpi.

### Frank Stevens
Frank Stevens (stagione 1), interpretato da Max Martini, doppiato da Roberto Draghetti.
È il capo della sicurezza della famiglia Grayson. Viene ucciso da Amanda (la vera Emily), poiché stava per scoprire lo scambio di identità tra le due donne.

### Gordon Murphy
Gordon Murphy (stagioni 1–2), interpretato da James Morrison, doppiato da Massimo Corvo.
Soprannominato "l’uomo dai capelli bianchi", è l’assassino di David Clarke, ingaggiato dai Grayson. È anche l’autore dell’attentato all’aereo su cui viaggiavano Lydia e Victoria. Viene ucciso da Aiden con un colpo di pistola alle spalle. In seguito si scopre che aveva avuto una relazione con la madre di Amanda.

### Adam Connor
Adam Connor (stagione 1), interpretato da Robbie Amell, doppiato da Fabrizio De Flaviis.
È l’ex ragazzo di Charlotte, che lo lascia quando si innamora di Declan. I due tornano insieme dopo la rottura tra Charlotte e Declan; Adam, usando il ricettario del padre, le procura pillole.

### Benjamin Brooks
Benjamin Brooks (stagione 1), interpretato da Courtney B. Vance, doppiato da Mario Cordova.
È l’avvocato difensore di Daniel durante il processo per l’omicidio di Tyler. Le sue brillanti strategie legali sono costantemente ostacolate dai segreti della famiglia Grayson.

### Carl Porter
Carl Porter (stagioni 1–2), interpretato da Brian Goodman, doppiato da Paolo Buglioni.
È il padre di Jack e Declan.

### Sharon Stiles
Sharon Stiles (stagione 1), interpretata da CCH Pounder, doppiata da Graziella Polesinanti.
È la direttrice del carcere minorile dove sono state detenute Emily e Amanda. Si impegna costantemente a difendere la loro privacy.

### Lee Moran
Lee Moran (stagione 1), interpretato da Derek Ray, doppiato da Paolo De Santis.
È un collaboratore di Victoria. Su sua richiesta recupera i nastri di Mason Treadwell, e successivamente inscena il pestaggio di Daniel in carcere per spingere il giudice Hawthorne a riconsiderare la concessione della cauzione. Emily lo incastra per l’omicidio di Tyler, e viene infine ucciso in carcere da Gordon Murphy.

### Dominik Wright
Dominik Wright (stagione 1), interpretato da James Purefoy, doppiato da Gaetano Varcasia.

È un pittore e truffatore, nonché ex amante di Victoria prima del suo matrimonio con Conrad. I due riprendono la relazione durante il processo a Daniel. Conrad, venuto a conoscenza del legame, ricatta Dominik e lo obbliga a lasciare Victoria in cambio di denaro.

### Ryan Huntley
Ryan Huntley (stagione 1), interpretato da James McCaffrey, doppiato da Antonio Sanna.

È l'avvocato divorzista di Victoria. Inizialmente sembra essere uno degli obiettivi della vendetta di Emily, ma si scopre in realtà collaborare con lei per dimostrare l'innocenza di David Clarke.

### Kara "Wallace" Clarke
Kara "Wallace" Clarke (stagione 2), interpretata da Jennifer Jason Leigh, doppiata da Claudia Razzi.

È la madre biologica di Amanda. In passato, affetta da gravi disturbi mentali, aveva tentato di annegare la figlia. Successivamente, David Clarke l'aveva fatta ricoverare in un istituto psichiatrico. Viene in seguito prelevata da Victoria e Gordon Murphy, con il quale instaura una relazione. Ritorna negli Hamptons dopo la scomparsa di Gordon, ma fugge di nuovo quando scopre che l'uomo è morto.

### Padma Lahari
Padma Lahari (stagione 2), interpretata da Dilshad Vadsaria, doppiata da Francesca Manicone.

È la nuova assistente e consulente finanziaria di Nolan, di cui diventa anche l'interesse amoroso. Si scopre che lavora segretamente per lAmericon Initiative, che tiene suo padre in ostaggio. Nolan la smaschera, ma cerca comunque di aiutarla a salvarlo. Alla fine, entrambi vengono rapiti e uccisi.

### Kenny Ryan
Kenny Ryan (stagione 2), interpretato da JR Bourne, doppiato da Gaetano Varcasia.

Insieme al fratello, acquista con l'inganno il bar di Jack Porter per vendicarsi della morte del padre. Dopo aver scoperto che il responsabile dell'omicidio era Matt Duncan, un vecchio amico della famiglia Porter, e su pressione di Conrad, decide di restituire il bar ai legittimi proprietari.

### Nate Ryan
Nate Ryan (stagione 2), interpretato da Michael Trucco, doppiato da Edoardo Stoppacciaro.

È il fratello di Kenny. Insieme acquistano con l'inganno il bar di Jack per vendicare la morte del padre. Dopo che Kenny decide di rivendere il locale a Conrad, Nate tenta di convincere quest’ultimo a cederglielo nuovamente. Muore nell’esplosione dell’Amanda, da lui stesso provocata; nello stesso incidente perde la vita anche Amanda.

### Helen Crowley
Helen Crowley (stagione 2), interpretata da Wendy Crewson, doppiata da Cristiana Lionello.

È un alto membro dell’Americon Initiative, l’organizzazione responsabile dell’incarcerazione ingiusta di David Clarke e della prigionia della sorella di Aiden. Ricatta ripetutamente Victoria, minacciando la sicurezza del figlio. Verrà infine uccisa da Victoria, determinata a proteggerlo a ogni costo.

### Trask
Trask (stagione 2), interpretato da Burn Gorman e doppiato da Loris Loddi.

Succede a Helen come rappresentante operativo dell’Americon Initiative dopo la sua morte. È lui a uccidere Padma e suo padre, ed è anche responsabile della morte di Colleen, la sorella di Aiden. Quest’ultimo, dopo aver scoperto la verità, lo uccide per vendetta.

### Marco Romero
Marco Romero (stagione 2), interpretato da E.J. Bonilla, doppiato da David Chevalier.

È l’ex direttore finanziario della Nolcorp e l’ex compagno di Nolan. La relazione termina nel 2006 a causa della mancanza di fiducia tra i due. Ritorna quando la Grayson Global acquisisce la società di Nolan, richiamato da Daniel con l’intenzione di ottenere informazioni e, forse, riavvicinarsi a Nolan.

### Eli James
Eli James (stagione 2), interpretato da Collins Pennie, doppiato da Nanni Baldini.

È il fratello adottivo di Amanda. Ritorna dopo essere stato informato da Charlotte della morte della sorellastra. Una volta tornato negli Hamptons, scopre la verità su Amanda e contribuisce a smascherare gli abusi sistematici subiti da lui, Amanda e da altri bambini nella casa-famiglia dove avevano vissuto.

### Marion Harper
Marion Harper (stagione 2), interpretata da Adrienne Barbeau, doppiata da Melina Martello. Da giovane è interpretata da Amanda Brooks, doppiata da Francesca Fiorentini.

È la madre di Victoria. In un flashback ambientato nel 2006 si scopre che Marion è tornata nella vita della figlia dopo molti anni, proprio durante il Ringraziamento, per annunciare il suo fidanzamento con un uomo di nome Ben. Tuttavia, durante la cena, Victoria racconta a Ben la vera storia della madre, spingendolo a lasciarla. In realtà, tutto era stato orchestrato da Victoria: l'incontro tra Ben e Marion non era casuale, e l'uomo aveva solo finto di amarla. Rimasta senza soldi e senza un posto dove andare, Marion viene cacciata di casa da Victoria, che così si prende la sua rivincita.
Marion ha sempre cercato relazioni con uomini ricchi per farsi mantenere. In passato arrivò persino a costringere Victoria, allora quindicenne, a prendersi la colpa per l'omicidio di Thomas, il suo compagno. Marion sosteneva che l'uomo avesse mostrato interesse per Victoria e che volesse lasciarla perché la riteneva instabile. Victoria fu rinchiusa per sei mesi in un ospedale psichiatrico. Quando tornò a casa, Marion la cacciò di nuovo dopo aver scoperto che il nuovo fidanzato, Maxwell, si introduceva furtivamente nella stanza della figlia durante la notte.

### Colleen Mathis
Colleen Mathis (stagione 2), interpretata da Gemma Massot, doppiata da Federica De Bortoli.

Sorella di Aiden. Viene uccisa da Trask, un membro dell’"Americon Initiative".

### Donna Carlisle
Donna Carlisle (stagione 2), interpretata da Sherri Saum, doppiata da Ilaria Stagni.

### Fa1c0n alias Edith Lee
Fa1c0n (stagione 2), interpretata da Susan Park, doppiata da Federica De Bortoli.

Hacker leggendaria, viene ingaggiata dalla Grayson Global per fabbricare false prove contro David Clarke. In seguito lavora per l'Americon Initiative. Alla fine viene arrestata.

### Patrick Osbourne
Patrick Osbourne (stagione 3), interpretato da Justin Hartley, doppiato da Gianfranco Miranda.

Figlio illegittimo di Victoria Grayson, che ritrova dopo molti anni. Artista di professione, è omosessuale e ha una relazione con Nolan. Sabota la Ferrari di Conrad causando un incidente nel quale muore Padre Paul, seduto accanto a Conrad. Insieme alla madre apre una galleria d’arte. Dopo aver scoperto di essere nato in seguito a uno stupro subito da Victoria, uccide il padre biologico. Grazie all'intervento della madre ottiene un lavoro in Toscana.

### Padre Paul Whitley
Padre Paul (stagione 3).

Ex dipendente di Conrad, decide di farsi prete dopo il caso David Clarke. Emily intende vendicarsi anche di lui, ma si rende conto che è un uomo onesto e compassionevole. Muore in un incidente d’auto: Conrad, che guidava la Ferrari per andare a confessare tutto alla polizia, aveva l’auto manomessa da Patrick.

### Bizzy Preston
Bizzy Preston (stagione 3), interpretata da Ana Ortiz, doppiata da Monica Ward.

Giornalista senza scrupoli, in passato ha fatto outing a Nolan. Ora è interessata a scrivere una biografia sulla famiglia Grayson.

### Sara Munello
Sara Munello (stagione 3), interpretata da Annabelle Stephenson, doppiata da Ilaria Stagni.

È l'ex fidanzata di Daniel Grayson. Rimane gravemente ferita in un incidente stradale causato da Daniel, che era alla guida in stato di ebbrezza. La famiglia Grayson copre l'accaduto, pagando le spese mediche e risarcendo la famiglia della ragazza per insabbiare l'incidente.
Nella terza stagione Sara lavora in una pasticceria, dove si imbatte nuovamente in Daniel, il quale si rende conto di provare ancora dei sentimenti per lei, nonostante sia prossimo alle nozze con Emily. Grazie a Charlotte, Sara inizia a lavorare allo Stowaway. Successivamente le viene affidato l’incarico di preparare la torta nuziale di Daniel, con il quale intraprende una relazione segreta. Emily scopre la relazione e, per non perdere il futuro marito, inscena una falsa gravidanza.
Dopo il matrimonio e la sparatoria ai danni di Emily, Daniel, scoperta la verità sulla finta gravidanza, invita Sara a trasferirsi a casa Grayson e a passare le notti con lui. Emily, però, riesce a farla allontanare coinvolgendo la madre di Sara, che non vuole che la figlia abbia rapporti con la famiglia responsabile delle sue passate sofferenze.

### Niko Takeda
Niko Takeda (stagione 3), interpretata da Stephanie Jacobsen, doppiata da Stella Musy.

Figlia di Takeda, è la sua erede spirituale e condivide molte delle sue abilità. Arriva negli Hamptons con l’intento di proteggere Emily, la prediletta del padre, e di vendicare la sua morte. Inizia una relazione con Aiden, ignara del fatto che sia proprio lui l'assassino di suo padre. Quando scopre la verità, si sente tradita: rapisce Aiden e tenta di uccidere Emily, ma fallisce.

### Stevie Grayson
Stevie Grayson (stagioni 3-4), interpretata da Gail O'Grady, doppiata da Emanuela Rossi.

Prima moglie di Conrad Grayson, è un'avvocatessa nota con il nome da nubile Stephanie Pruitt. Durante il matrimonio frequentava lo Stowaway e ha avuto una breve relazione con Carl Porter, da cui è nato Jack. A causa dei suoi problemi con l’alcol, decide di lasciare il figlio a Carl e sparire dalla sua vita.
Torna negli Hamptons anni dopo, per aiutare Emily nel divorzio da Daniel. Sebbene Emily decida di fare un passo indietro, Stevie si impegna ad aiutare Conrad a cacciare Victoria dalla loro casa, e poi farà lo stesso anche con lui. Tuttavia, dopo un confronto con l'ex marito, decide di lasciare la casa a Victoria.
Rivela poi a Jack di essere sua madre e che ha sempre creduto nell'innocenza di David Clarke. Quando ricomincia a bere, Jack la riaccompagna a Los Angeles per farla curare.

### Pascal LeMarchal
Pascal LeMarchal (stagione 3), interpretato da Olivier Martinez.

Padre di Margaux e Gideon, ex amante di Victoria Grayson, è un potente imprenditore dell’editoria a livello internazionale. Ritorna negli Hamptons per valutare i progressi della rivista Voulez, diretta dalla figlia.
Grazie a Conrad riprende la relazione con Victoria, fresca di divorzio, e le chiede di sposarlo. In passato ha ucciso Trevor Mathis, padre di Aiden, inscenando un suicidio. Conrad gli rivela il nascondiglio dell’unico testimone, Oscar Chadman, che Pascal uccide con due colpi di pistola.
Viene rapito da Emily e Aiden, che si fingono agenti federali, per costringerlo a far confessare Conrad. Tuttavia, il piano fallisce perché Victoria, sospettosa, mette in guardia Daniel, che a sua volta informa Conrad. Quest'ultimo, per eliminarlo, lo spinge contro l’elica di un elicottero, uccidendolo sul colpo. Alla sua morte, lascia il controllo della LeMarchal Media a Margaux.

### Javier Salgado
Javier Salgado (stagione 3), interpretato da Henri Esteve, doppiato da Stefano Crescentini.

Compagno di cella di Nolan Ross, dopo essere stato rilasciato si stabilisce a casa sua. Genio della tecnologia, sviluppa l’app MyClone, ancora in fase di completamento. Si innamora di Charlotte Grayson e inizia una relazione con lei. Nonostante gli avvertimenti di Nolan, si lascia convincere a collaborare con Daniel e Margaux, che però lo licenziano dopo una deludente presentazione pubblica dell’app.

### Luke Gilliam
Luke Gilliam (stagione 3), interpretato da Tim DeKay.

Gestisce una società che opera nel settore del gas naturale, ma in realtà si tratta solo di una copertura: le sostanze utilizzate risultano tossiche. È in possesso di prove che collegano Conrad all'attentato per cui fu incastrato David Clarke. Viene arrestato dopo che la tossicità delle sostanze impiegate viene scoperta.

### Oscar Chadman
Oscar Chadman (stagione 3), interpretato da John Prosky.

Ex giornalista. Durante un soggiorno a Londra, Trevor Mathis gli rivela un'importante verità sull'incidente aereo. Chadman confida tutto a Pascal LeMarchal, ma si pente, causando indirettamente la morte del padre di Aiden. Per salvarsi, inscena la propria morte in un incidente stradale e vive sotto falsa identità come "Brenda Evans". Viene però rintracciato da Aiden e Nolan, che lo smascherano e lo convincono a collaborare. Pascal, informato da Conrad, lo trova e lo uccide con un colpo di pistola.

### Gideon LeMarchal
Gideon LeMarchal (stagioni 3–4), interpretato da Daniel Zovatto, doppiato da David Chevalier.

Fratello di Margaux. Inizia una breve relazione con Charlotte Clarke/Grayson, che termina quando lei scopre la sua infedeltà.

### Edward Alvarez
Edward Alvarez (stagione 4), interpretato da Nestor Serrano, doppiato da Ennio Coltorti.

Capo della polizia presso la quale lavorano Jack e Ben. Viene ucciso da Malcolm Black.

### Kate Taylor
Kate Taylor (stagione 4), interpretata da Courtney Ford, doppiata da Ilaria Stagni.

Figlia di Malcolm Black, si finge un'agente dell'FBI incaricata di indagare sull'omicidio di Conrad Grayson. In realtà, è alla ricerca del denaro che David Clarke ha sottratto a suo padre. Uccide Daniel Grayson durante una collaborazione con Emily, ma viene successivamente uccisa da Jack.

### Penelope Ellis
Penelope Ellis (stagione 4), interpretata da Carolyn Hennesy, doppiata da Melina Martello.

Madre di Louise e Lyman. Tenta in ogni modo di insabbiare la verità sulla morte del marito, incolpando la figlia. Si scopre però che è stata lei stessa a spingerlo giù dalle scale anni prima. Prova infine a sottrarre a Louise il suo patrimonio, ma fallisce.

### Lyman Ellis
Lyman Ellis (stagione 4), interpretato da Sebastian Pigott, doppiato da Giorgio Borghetti.

Fratello di Louise, avvocato e politico. Dopo che la sorella riacquista la propria eredità, perde i finanziamenti per la sua campagna elettorale e accetta un incarico da Victoria per smascherare Natalie Waters, senza successo. In seguito, viene contattato da Margaux per copiare i dati dal computer di Nolan, ma viene sorpreso da Louise: durante una colluttazione precipita da un dirupo, morendo sul colpo.

### Malcolm Black
Malcolm Black (stagione 4), interpretato da Tommy Flanagan, doppiato da Pasquale Anselmo.

Criminale e uomo d'affari che rapisce David Clarke dal carcere. Si reca negli Hamptons per scoprire cosa sia successo a sua figlia Kate. Uccide il capo della polizia Alvarez. David riesce a ingannarlo fingendo di aver rapito Kate, così Malcolm rapisce Emily e Victoria. Dopo aver appreso la verità sulla morte della figlia, tenta di uccidere Emily, ma viene eliminato da David.

### James Allen
James Allen (stagione 4), interpretato da Ed Quinn.

Investigatore assunto da Margaux per incastrare Emily. Scopre un video compromettente in cui Jack e Emily parlano della morte di Kate, e lo mostra a Margaux. Droga una bevanda di Jack per farlo arrestare, ma Emily riesce a recuperare il campione di sangue che ne prova l’innocenza. Ignorando l’opposizione di Margaux, rintraccia White Gold e insiste affinché lei continui la sua vendetta.

### Natalie Waters
Natalie Waters (stagione 4), interpretata da Gina Torres.

Seconda moglie di Edward Grayson, padre di Conrad. Ex infermiera, divorzia dal marito per sposare Edward in punto di morte, al fine di ereditare il suo patrimonio. Cerca di avvicinarsi a David Clarke vendendogli una barca, ma il suo vero obiettivo è vendicarsi di lui per conto di Conrad, con cui aveva avuto una relazione. Victoria la smaschera e Natalie perde tutta l’eredità.

### Susan Lake
Susan Lake (stagione 4), interpretata da Lola Glaudini.

Collabora con Margaux fingendo di fare il doppio gioco per ottenere informazioni da Nolan.

### Agente Lin
Agente Lin (stagione 4), interpretato da Matthew Yang King.

Contattato da Margaux per indagare su chi abbia copiato il video in cui Jack ed Emily parlano dell’omicidio di Kate.

### April
April (stagione 4), interpretata da Sarah Lancaster.

Ex moglie di Ben. Ha vissuto sotto il falso nome di Kim per proteggersi a causa di vicende legate a Ben. Margaux cerca di usarla per vendicarsi di Emily, ma Ben e April riescono a contrastare il suo piano.

### Leanne Knowles
Leanne Knowles (stagione 4), interpretata da Lucinda Jenney, doppiata da Roberta Paladini.

Giudice corrotta da Margaux per incastrare Jack. In cambio della rielezione, ha accettato tangenti dalla LeMarchal Media. Emily la ricatta, minacciando di rendere pubblici i suoi crimini, costringendola così a scagionare Jack.

### Tony Hughes
Tony Hughes (stagione 4), interpretato da Josh Pence, doppiato da Simone D'Andrea.

Assistente sociale incaricato di valutare Jack. Inizia una relazione con Nolan.

### Kevin Hunter
Kevin Hunter (stagione 4), interpretato da Christopher Wiehl.

Fratello di Ben.

### White Gold
White Gold (stagione 4), interpretata da Courtney Love, doppiata da Cristiana Lionello.

Killer assunta da James Allen su ordine di Margaux per uccidere Emily. Margaux cambia poi idea e tenta di fermarla. Ferisce Jack e Nolan, ma grazie all’aiuto di Margaux, Emily riesce a tenderle una trappola: viene tramortita e arrestata.

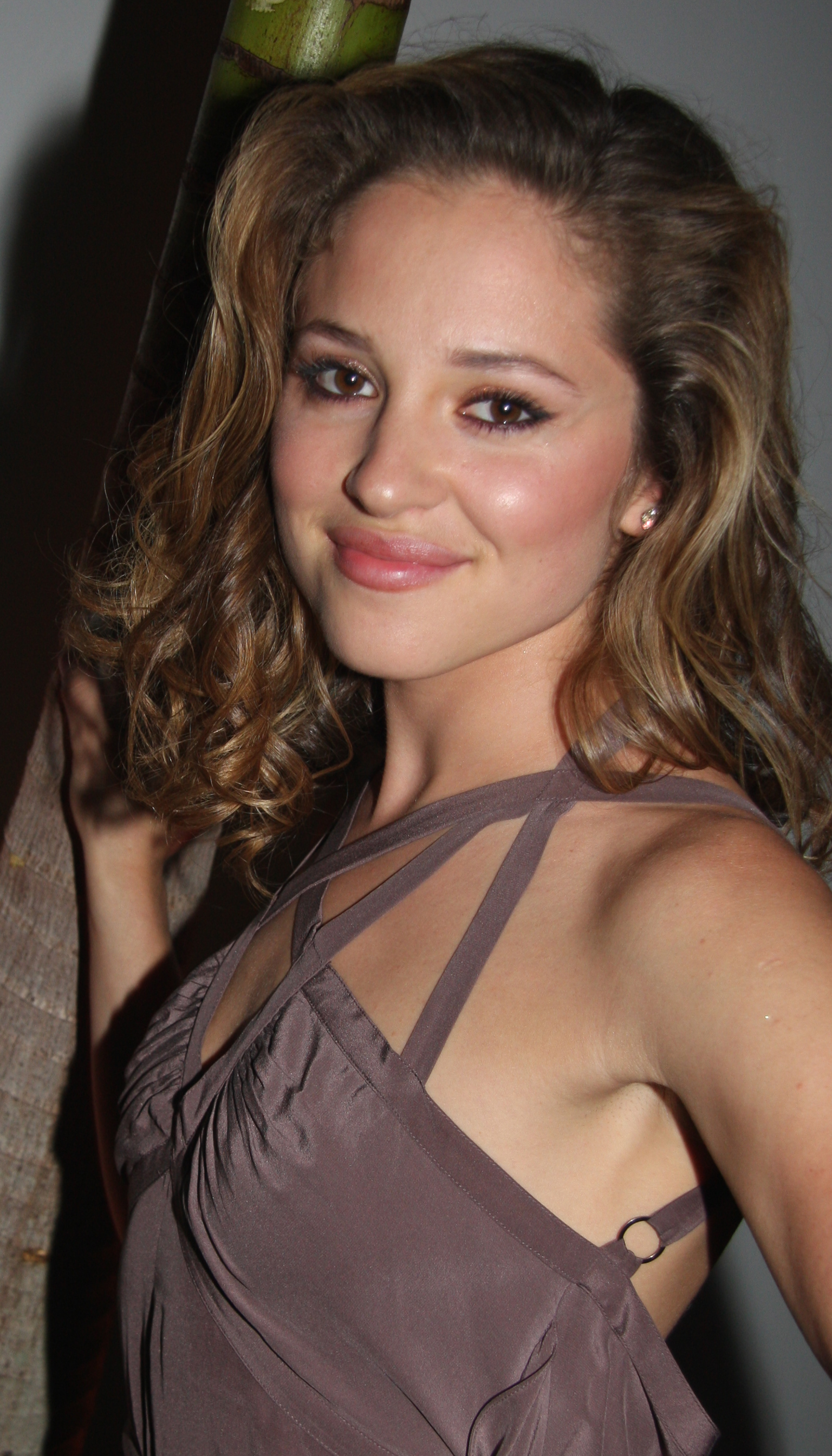
Margarita Levieva interpreta Amanda Clarke.
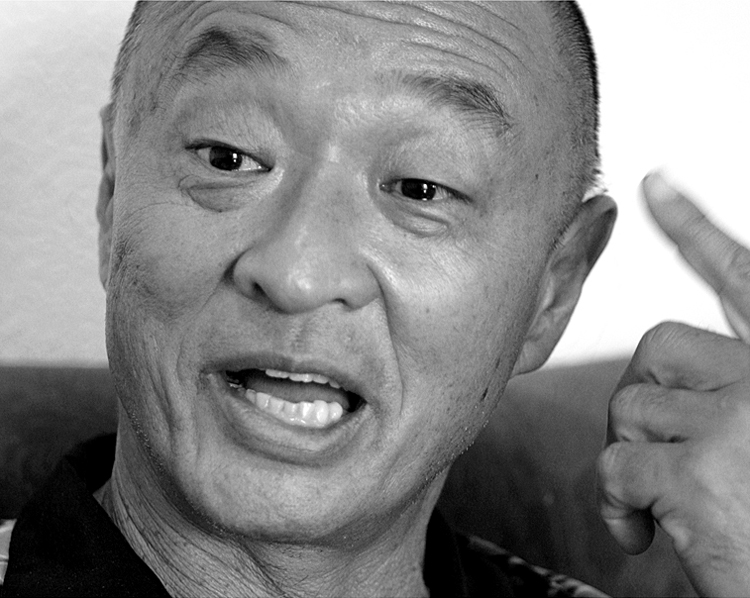
Cary-Hiroyuki Tagawa interpreta Satoshi Takeda nella seconda stagione.
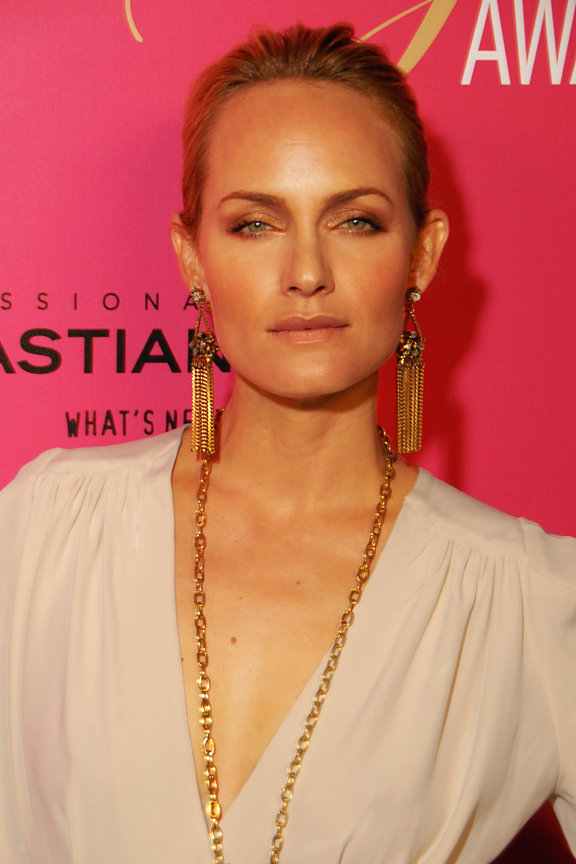
Amber Valletta interpreta Lydia Davis.
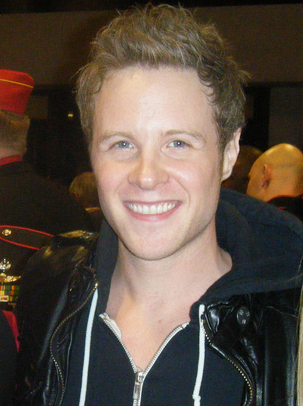
Ashton Holmes interpreta Tyler Barrol.
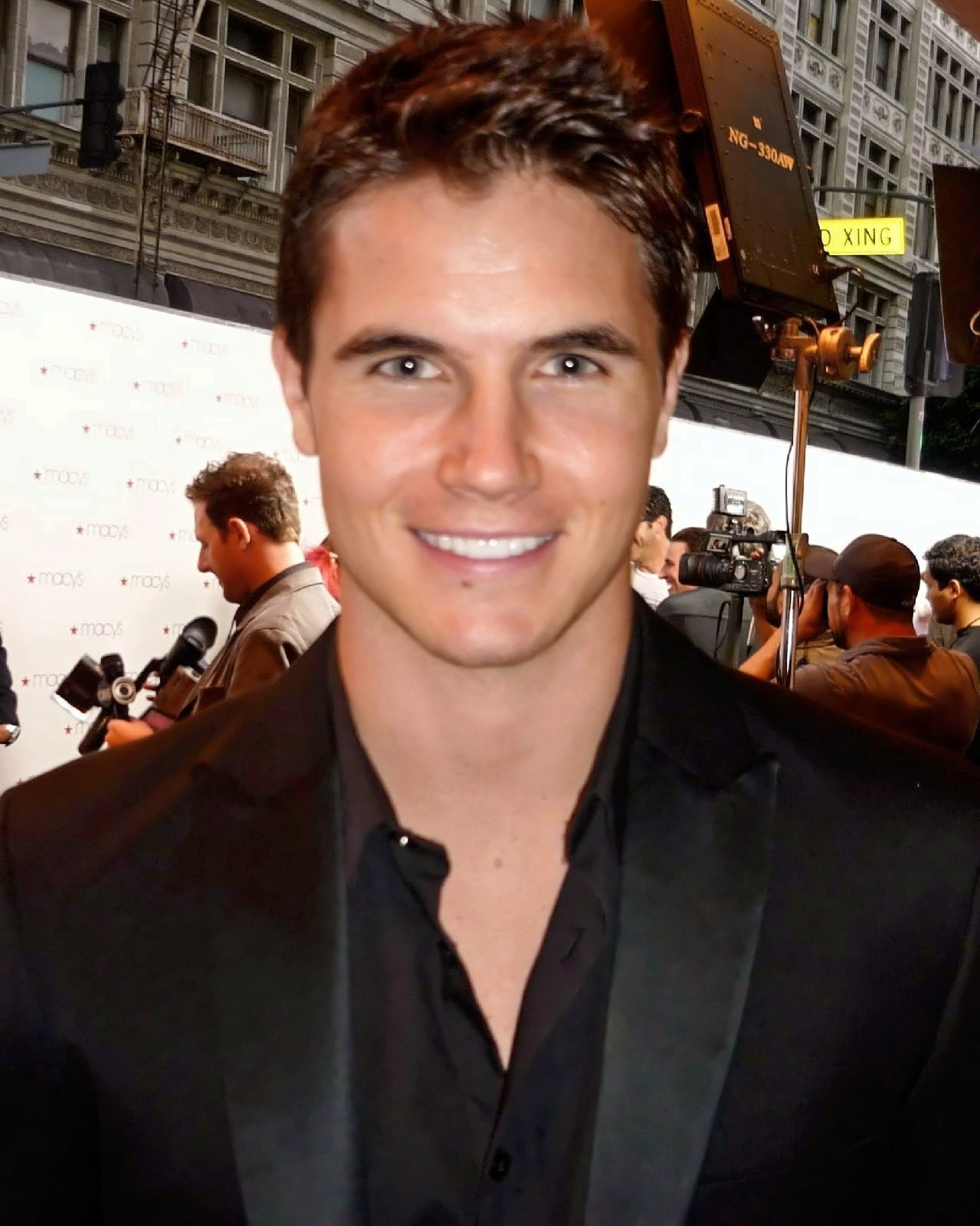
Robbie Amell interpreta Adam Connor.
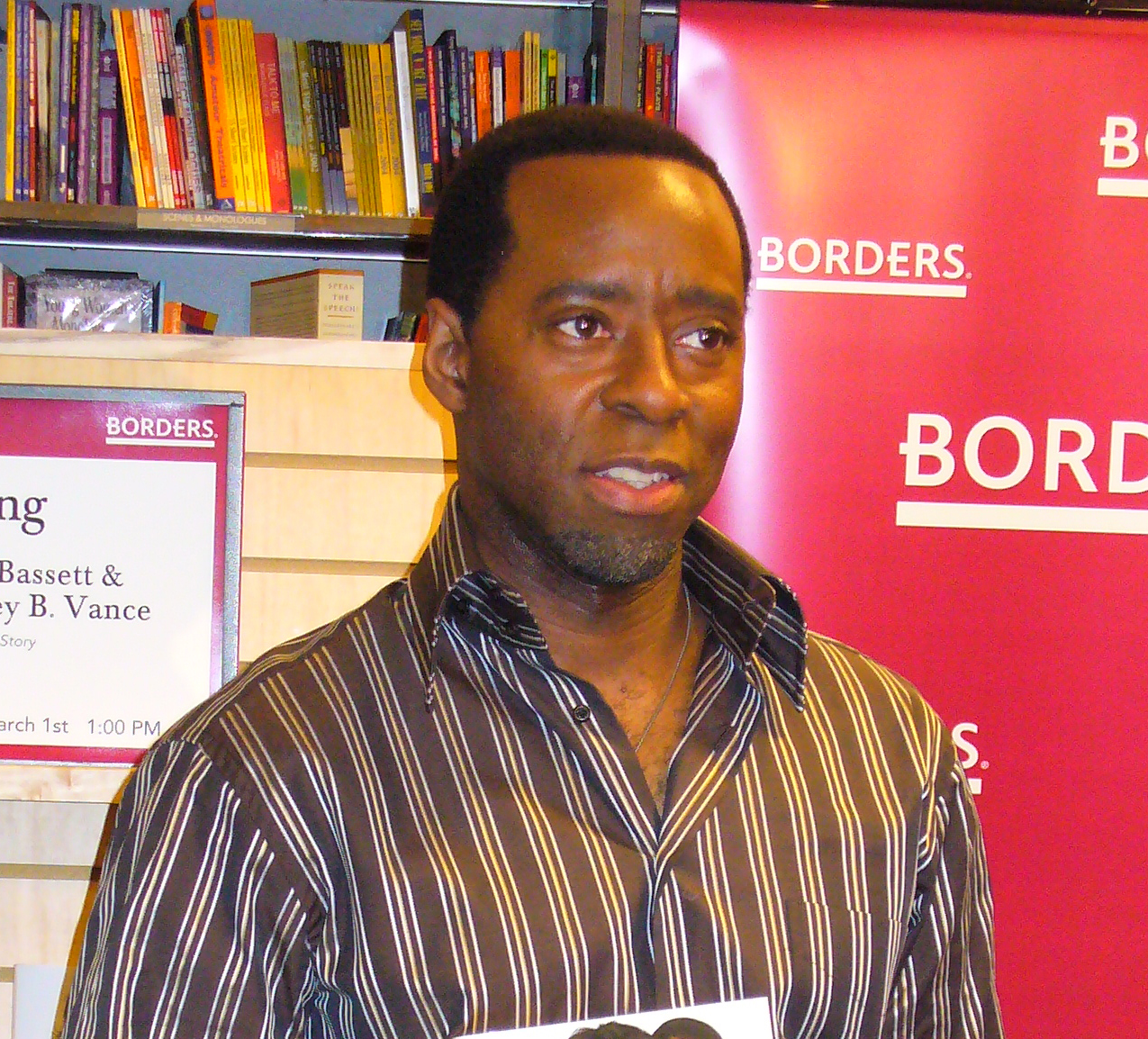
Courtney B. Vance interpreta Benjamin Brooks.
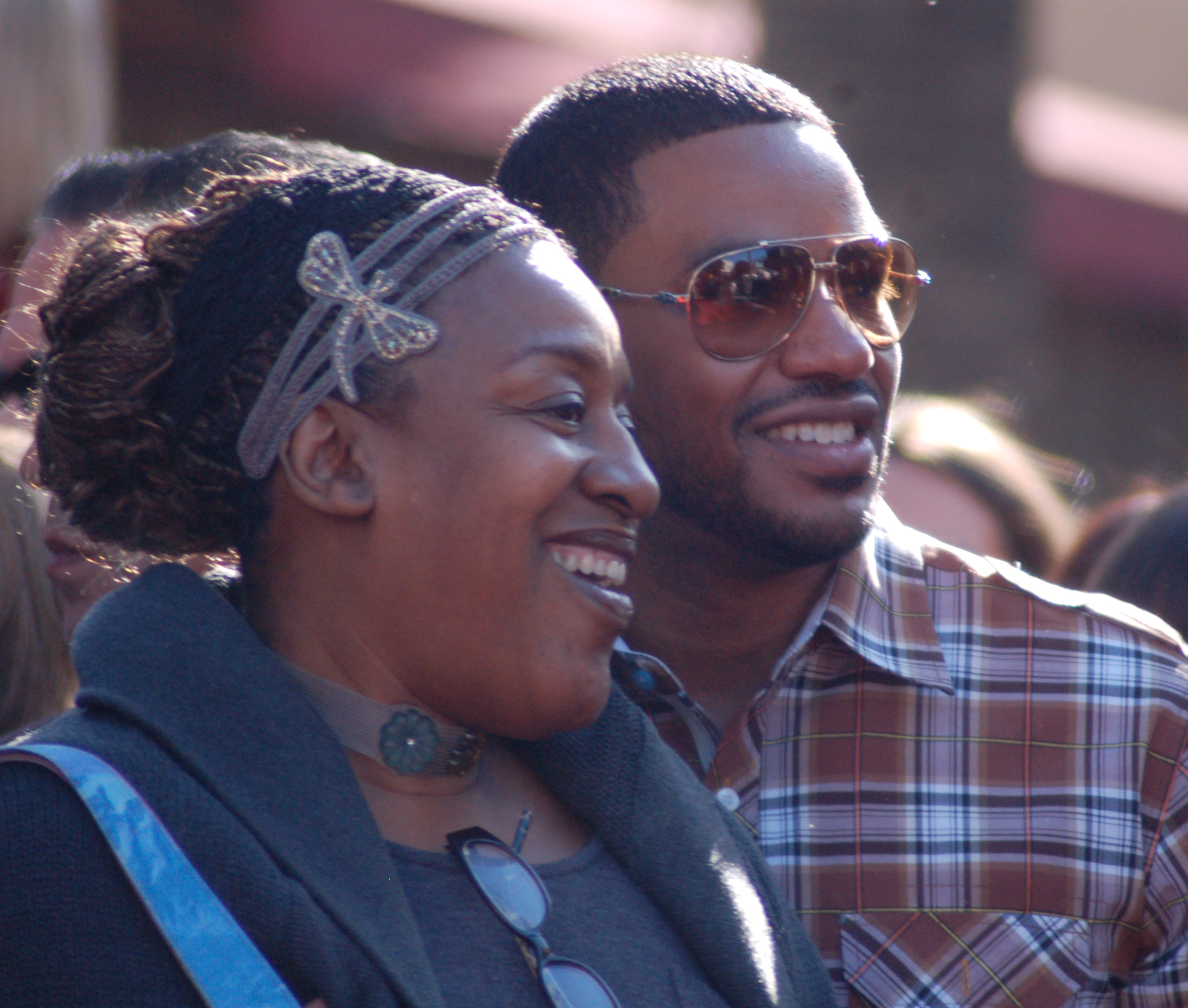
CCH Pounder interpreta Sharon Stiles.
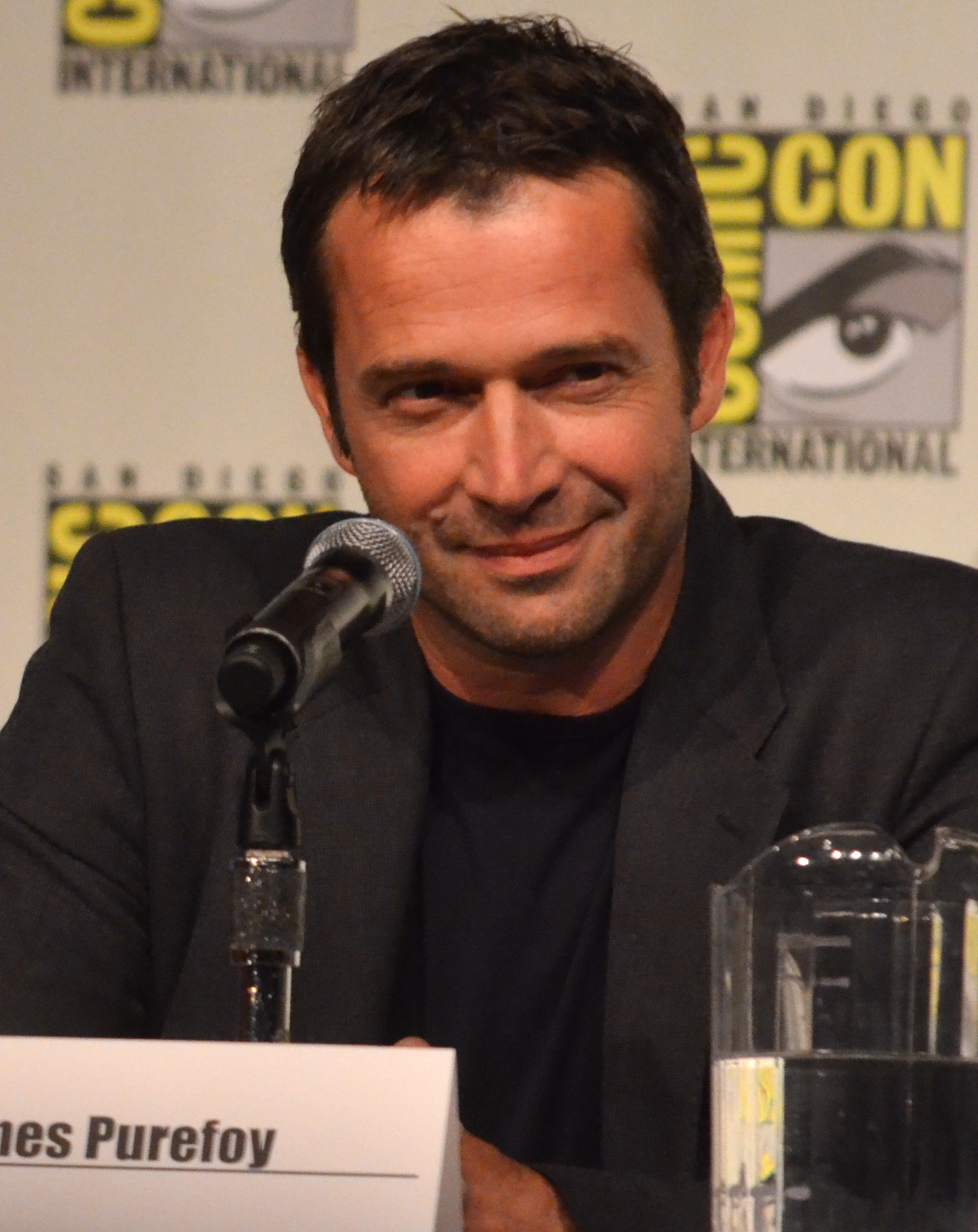
James Purefoy interpreta Dominik Wright.
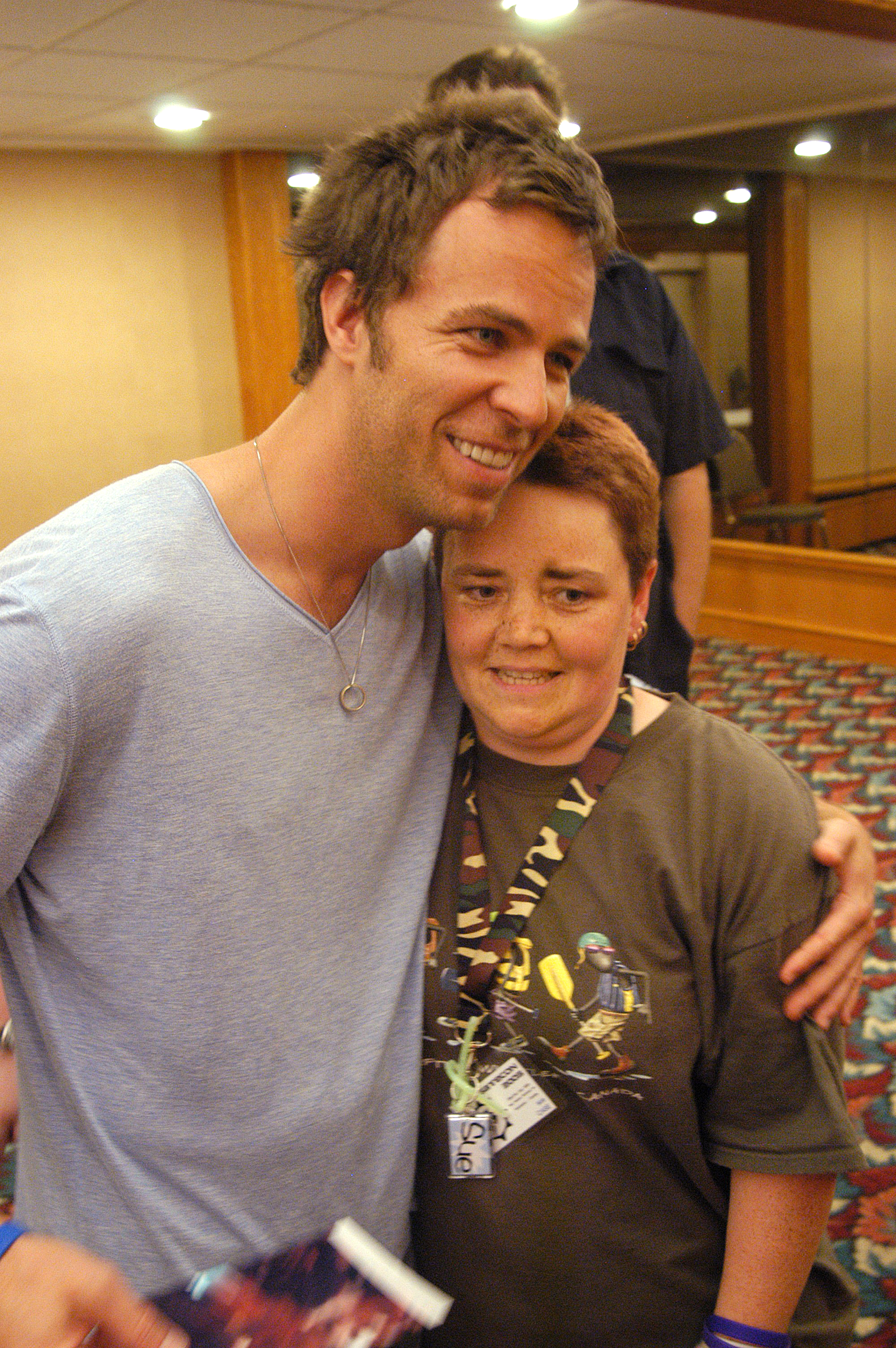
JR Bourne interpreta Kenny Ryan.
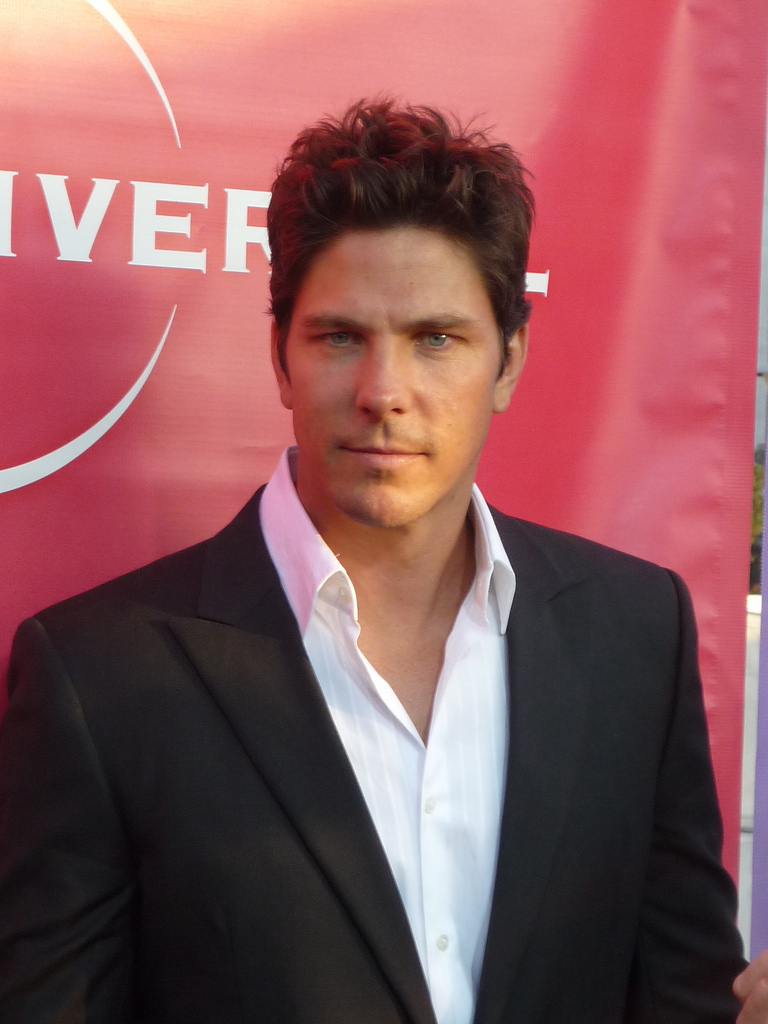
Michael Trucco interpreta Nate Ryan.
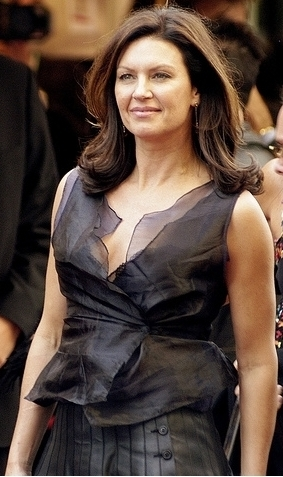
Wendy Crewson interpreta Helen Crowley.
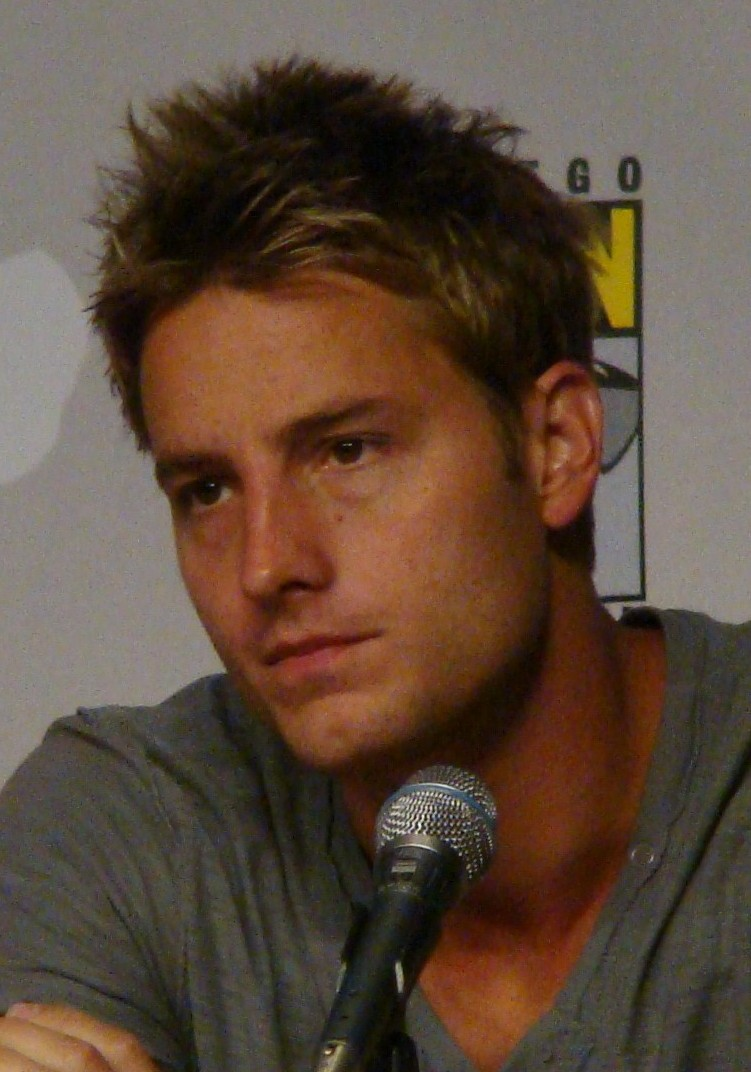
Justin Hartley interpreta Patrick Osbourne.
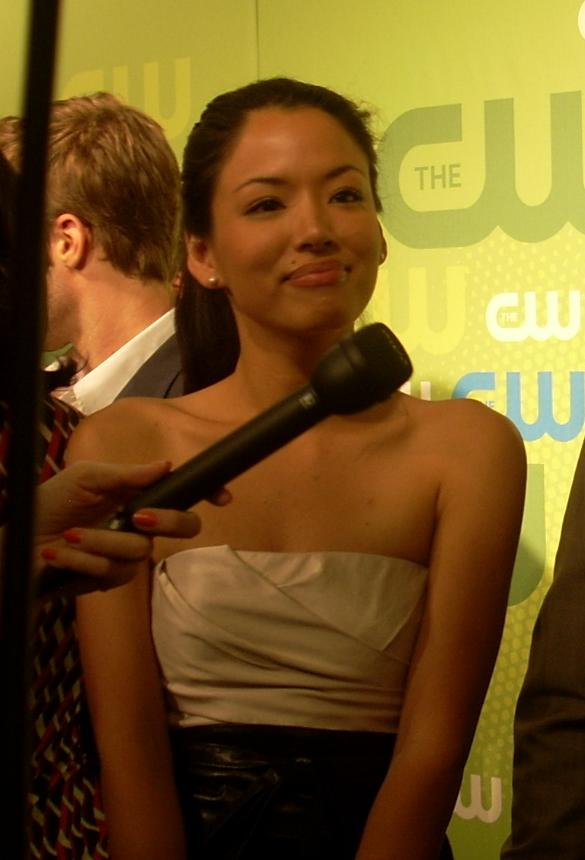
Stephanie Jacobsen interpreta Niko Takeda.